# Biserica unitariană din Satu Nou

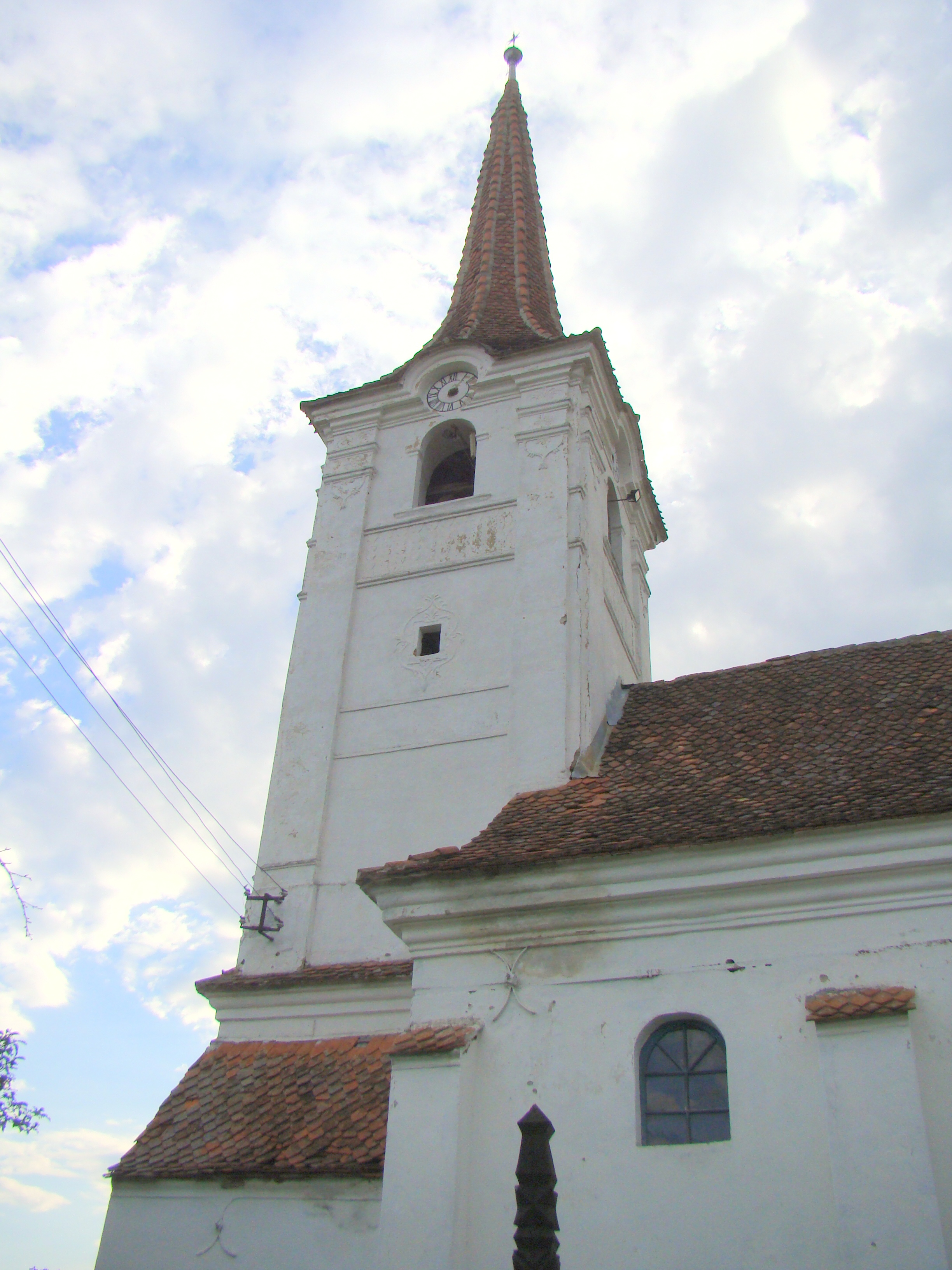
Turnul-clopotniță

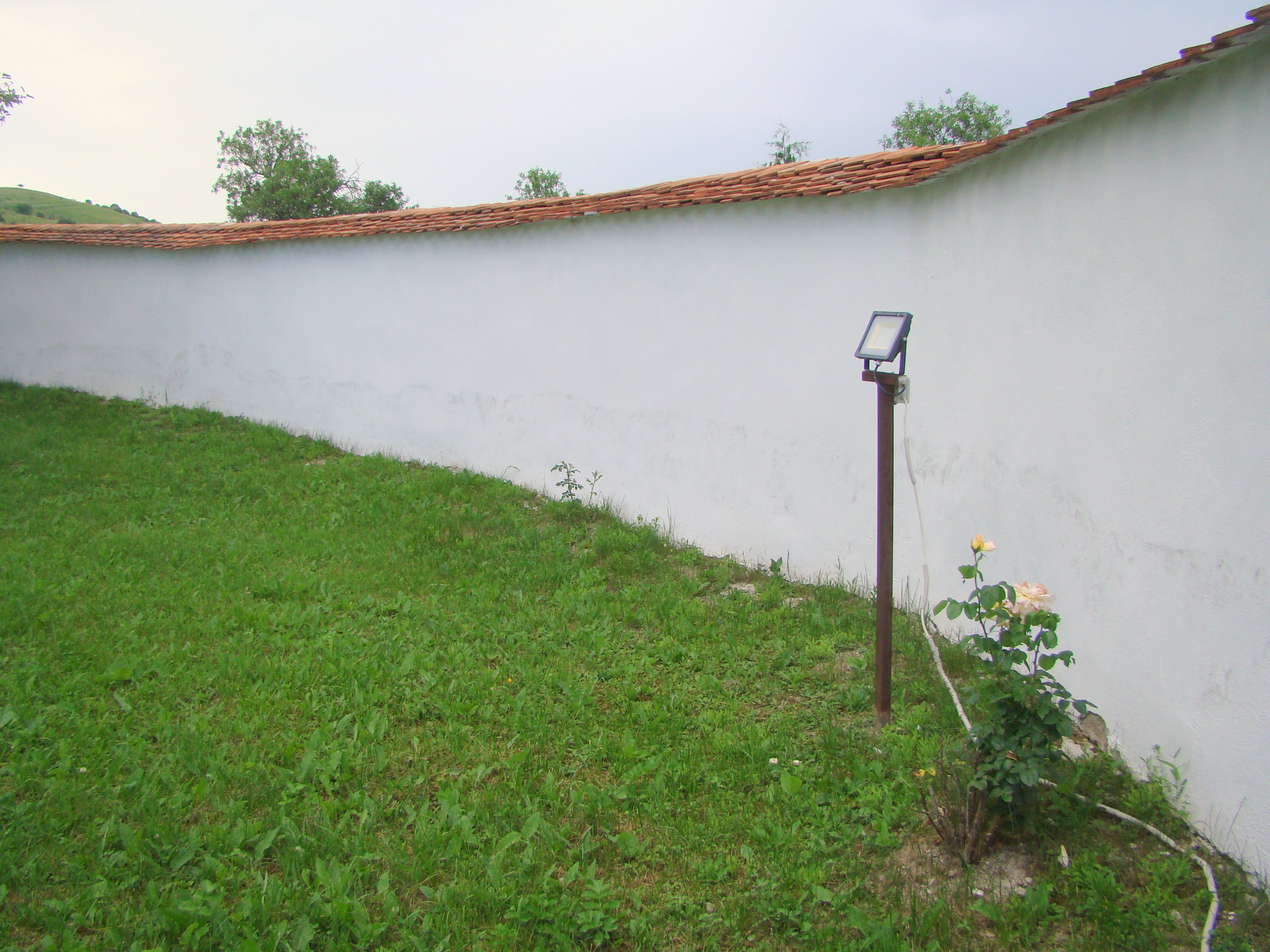
Zidul de incintă

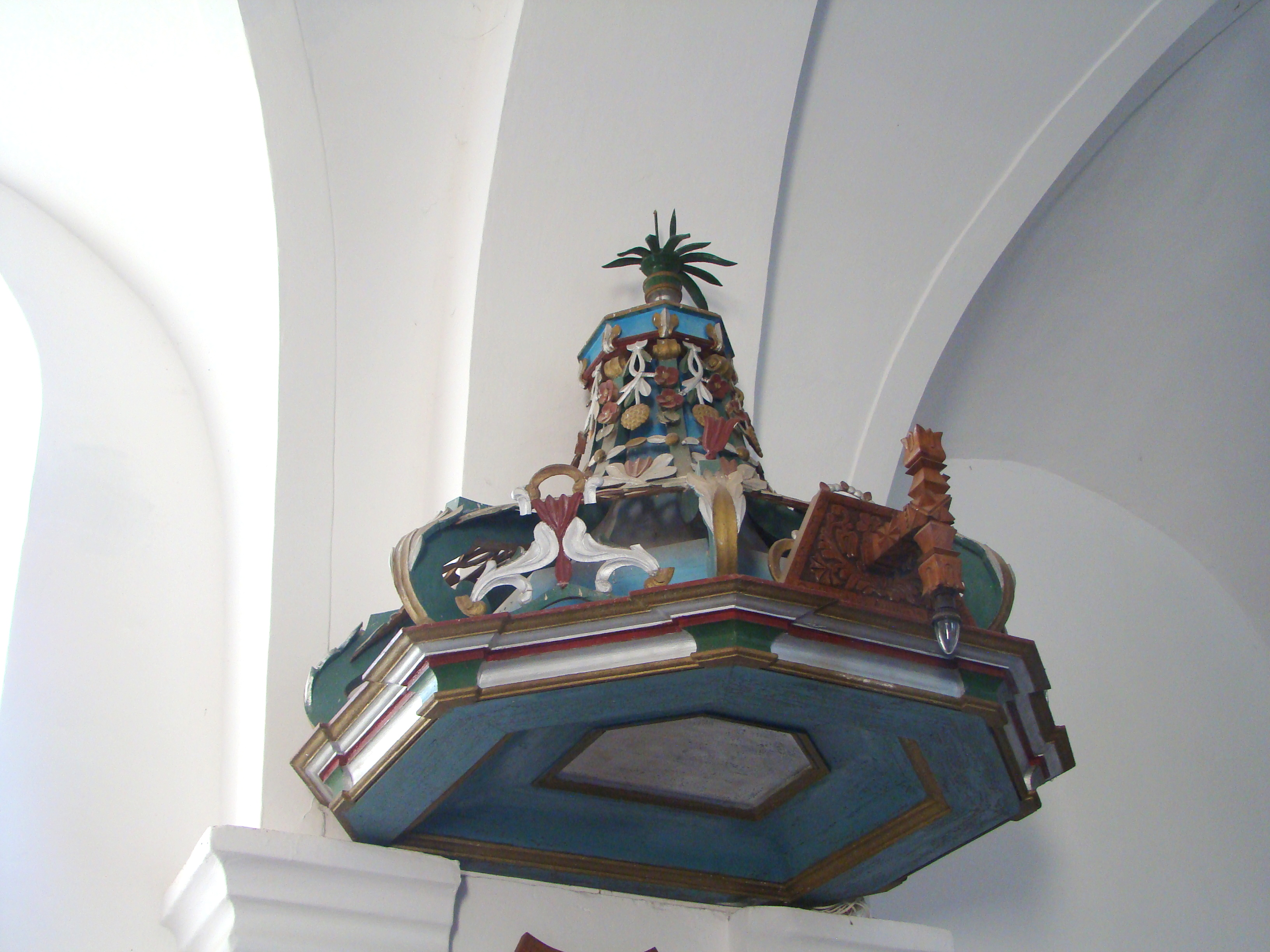
Coronamentul amvonului

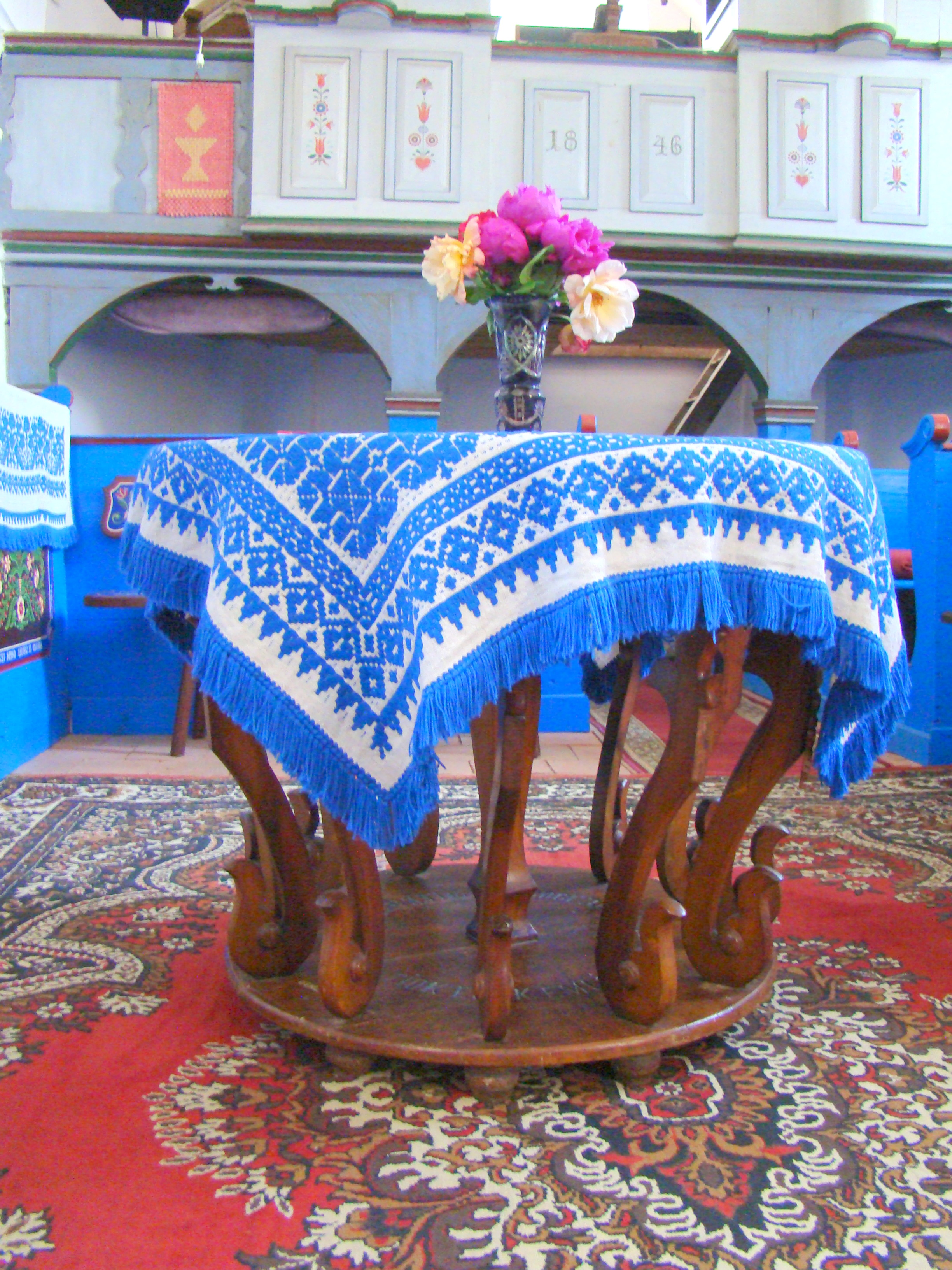
Masa Domnului

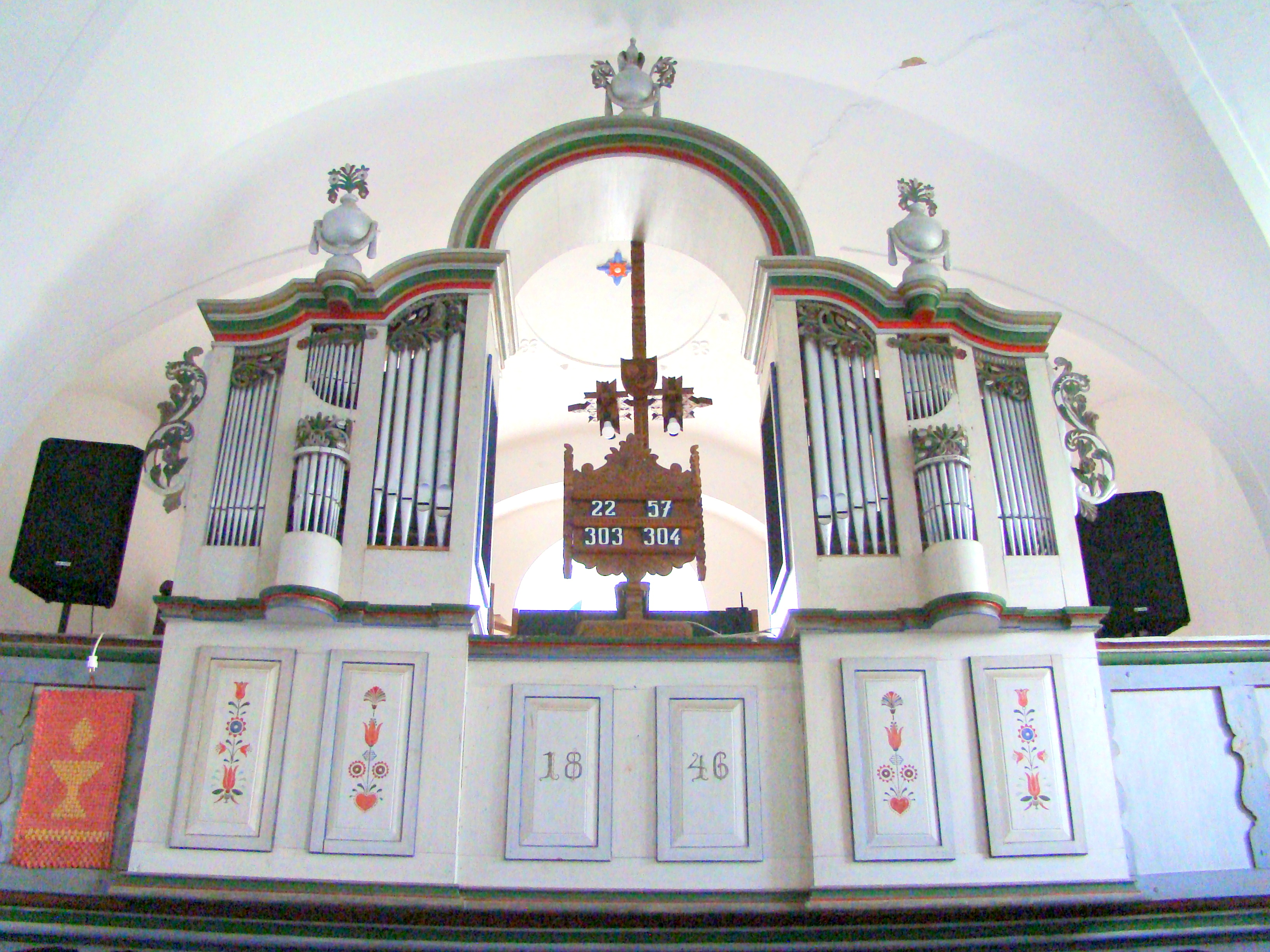
Orga bisericii construită de Balázs Mózes

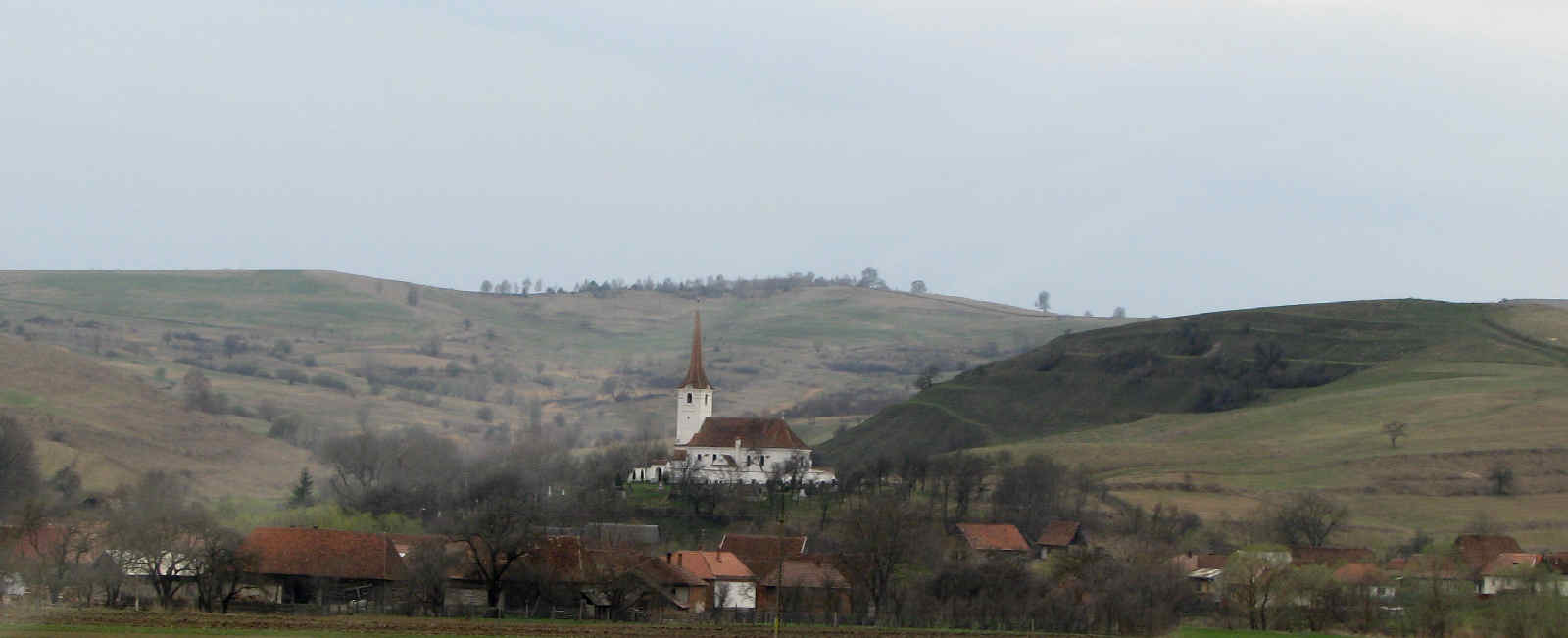
Biserica din depărtare

Biserica unitariană din Satu Nou, comuna Ocland, județul Harghita, datează, în forma sa actuală, din anul 1801. Ansamblul bisericii unitariene din Satu Nou se află pe lista monumentelor istorice sub cod LMI HR-II-a-B-12957. 

## Localitatea
Satu Nou (maghiară Homoródújfalu) este un sat în comuna Ocland din județul Harghita, Transilvania, România.

## Biserica
Biserica unitariană din Satu Nou se află  la marginea satului, pe un deal, în mijlocul cimitirului sătesc.
Actuala biserică a fost ridicată între anii 1798-1801, în locul vechii biserici, construită în anul 1480, ridicată din lemn,  pe o fundație de piatră și acoperită cu șindrilă.
Biserica nu poate fi încadrată în nici un stil arhitectural. Predomină elementele stilului baroc, dar în unele locuri apar și elemente renascentiste, dar și de tip gotic. Aceste elemente au fost preluate din vechea biserică și încadrate în diferitele locuri ale actualei construcții. Un astfel de loc este intrarea de sub clopotniță, unde până în ziua de azi găsim un toc de ușă renascentist. În cazul intrării principale predomină elementele stilului baroc, dar în partea inferioară a intrării găsim două elemente de tip gotic. Deasupra acestei intrări găsim o inscripție din perioada contruirii bisericii: „Homoródújfalu engemet épített és az Egy Istennek szentelt s dicsőített. Nyíljék meg az ég azok áldására, kik kezet emeltek ezen szent munkára. 1801” („Satu Nou pe mine m-a construit și m-a sfințit în numele Singurului Dumnezeu. Să se deschidă binecuvântarea Cerului pentru cei care și-au ridicat mâna asupra ridicării acestei construcții. 1801”).
Documentele bisericești relatează că și deasupra intrării din partea clopotniței se afla o inscripție: „építtetett (…), Isten fogadd már ezt szárnyad oltalmába 1801.” („s-a construit ..., Doamne primește-l în ocrotirea aripilor tale 1801”)
Biserica este împrejmuită de un zid din piatră, construit în anul 1827, având înâlțimea de 2 metri.
În turla bisericii se află două clopote. Clopotul mare datează din 1923 și este urmașul unui clopot asemănător, turnat în anul 1760 și rechiziționat în anul 1916, în timpul Primului Război Mondial. Clopotul mic datează din anul 1947, predecesorul său fiind un clopot din 1776, care în timpul celui de-al Doilea Război Mondial, din cauze neidentificate, s-a crăpat.
În biserică se poate vedea o orgă bisericească construită în anul 1846 de meșterul Balázs Mózes. În decursul anilor acest instrument muzical s-a stricat de mai multe ori, fiind reparat în repetate rânduri. În prezent nu se află în stare de funcționare.

## Imagini din exterior

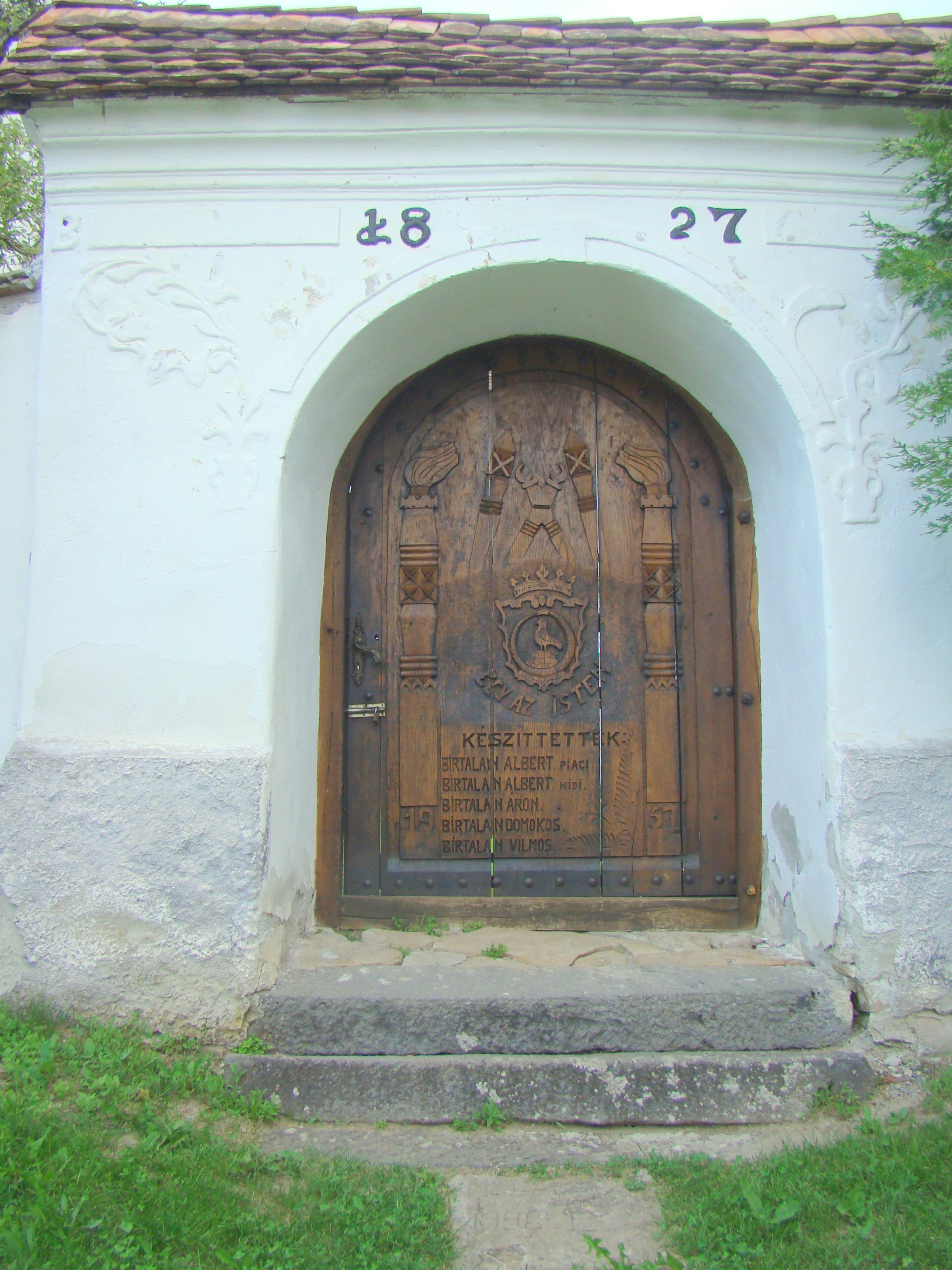
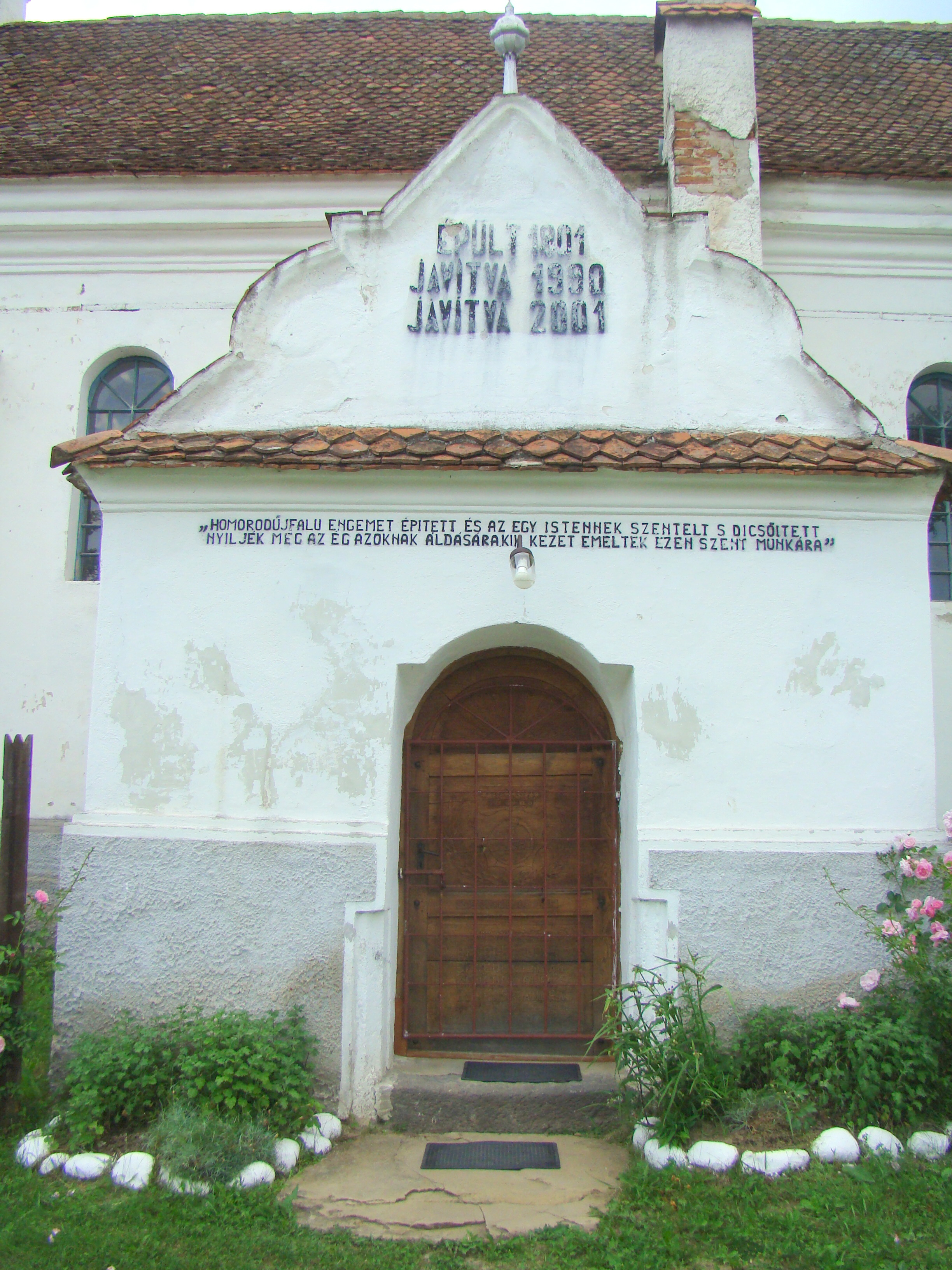
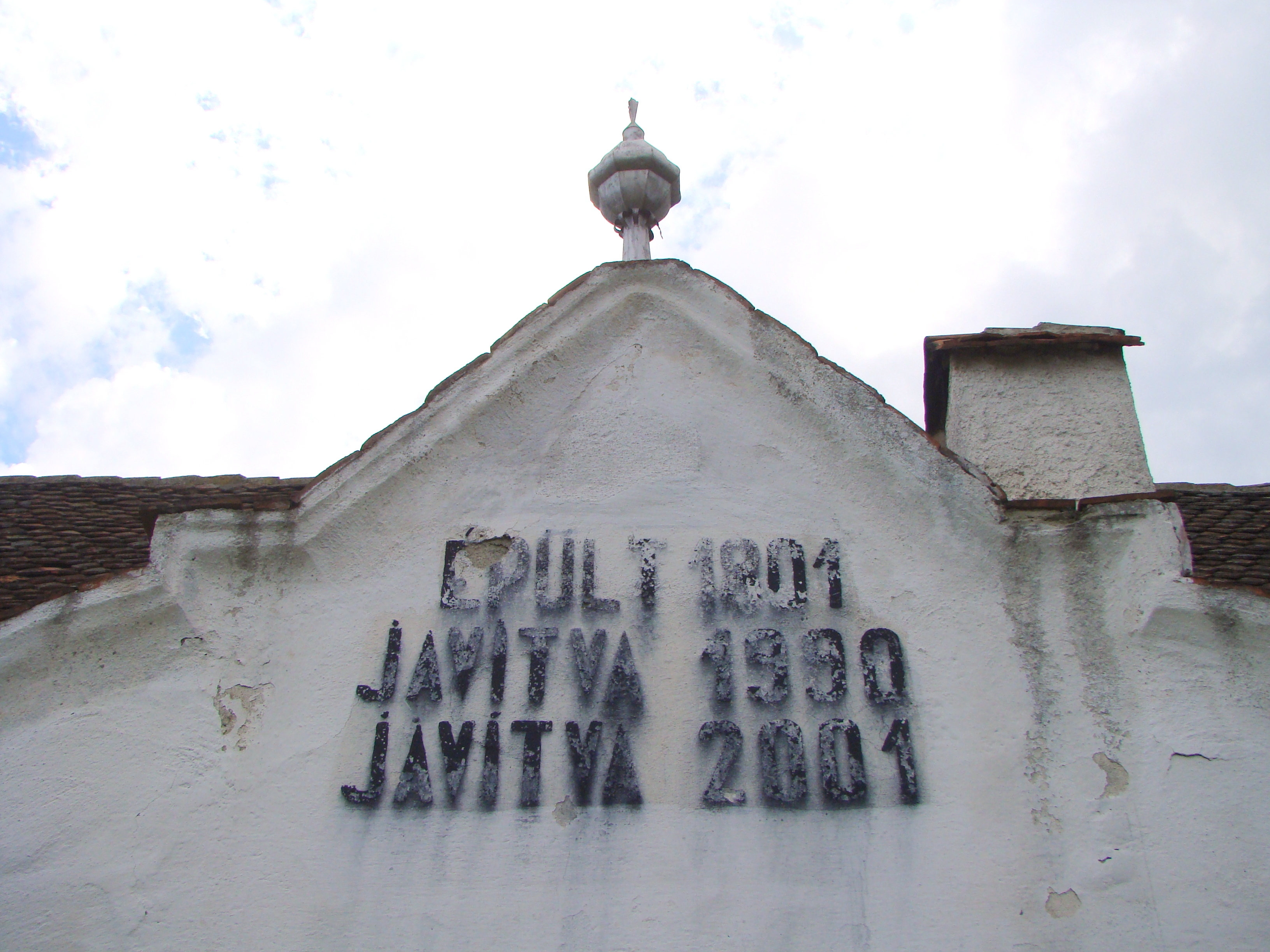
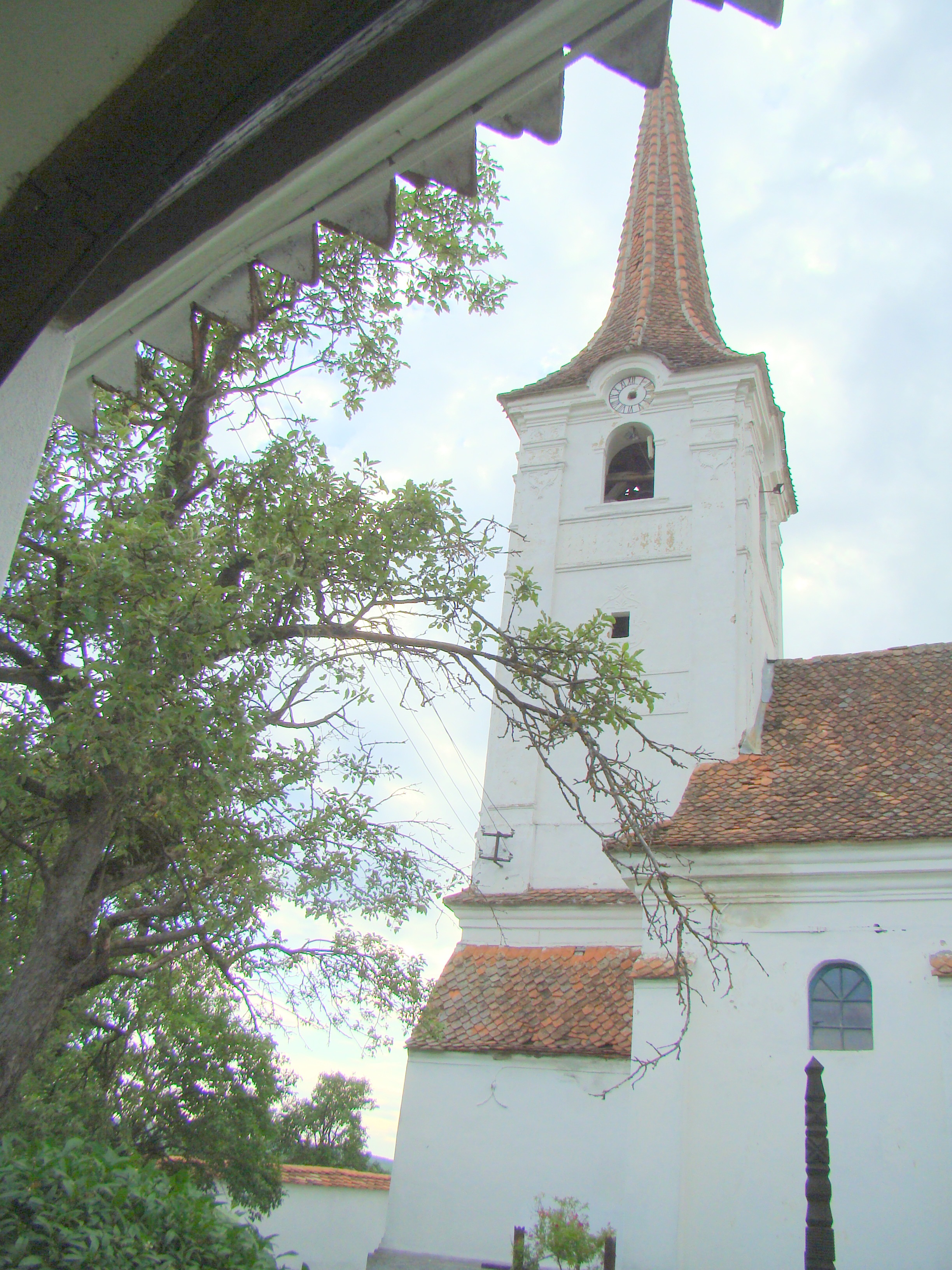
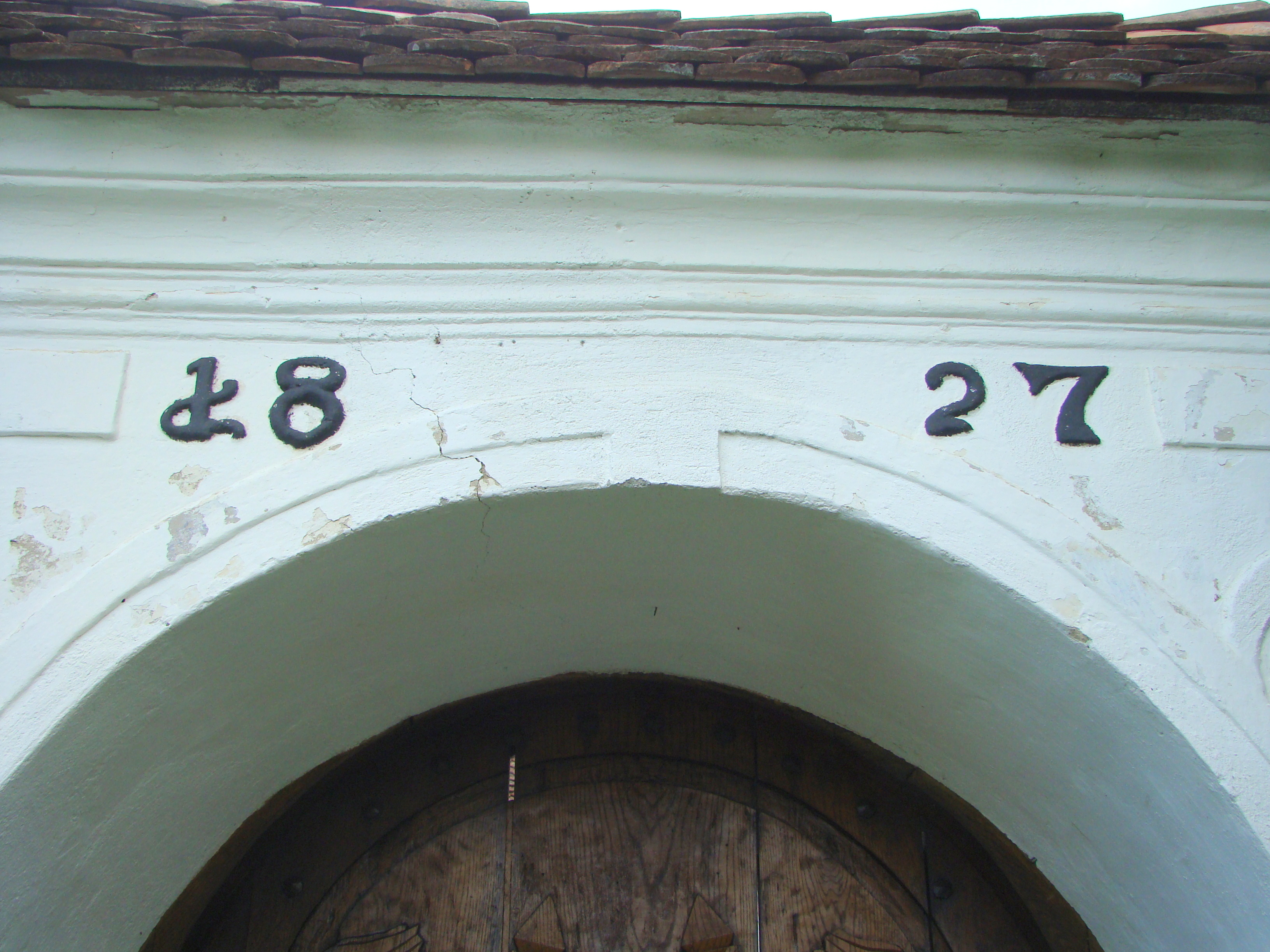
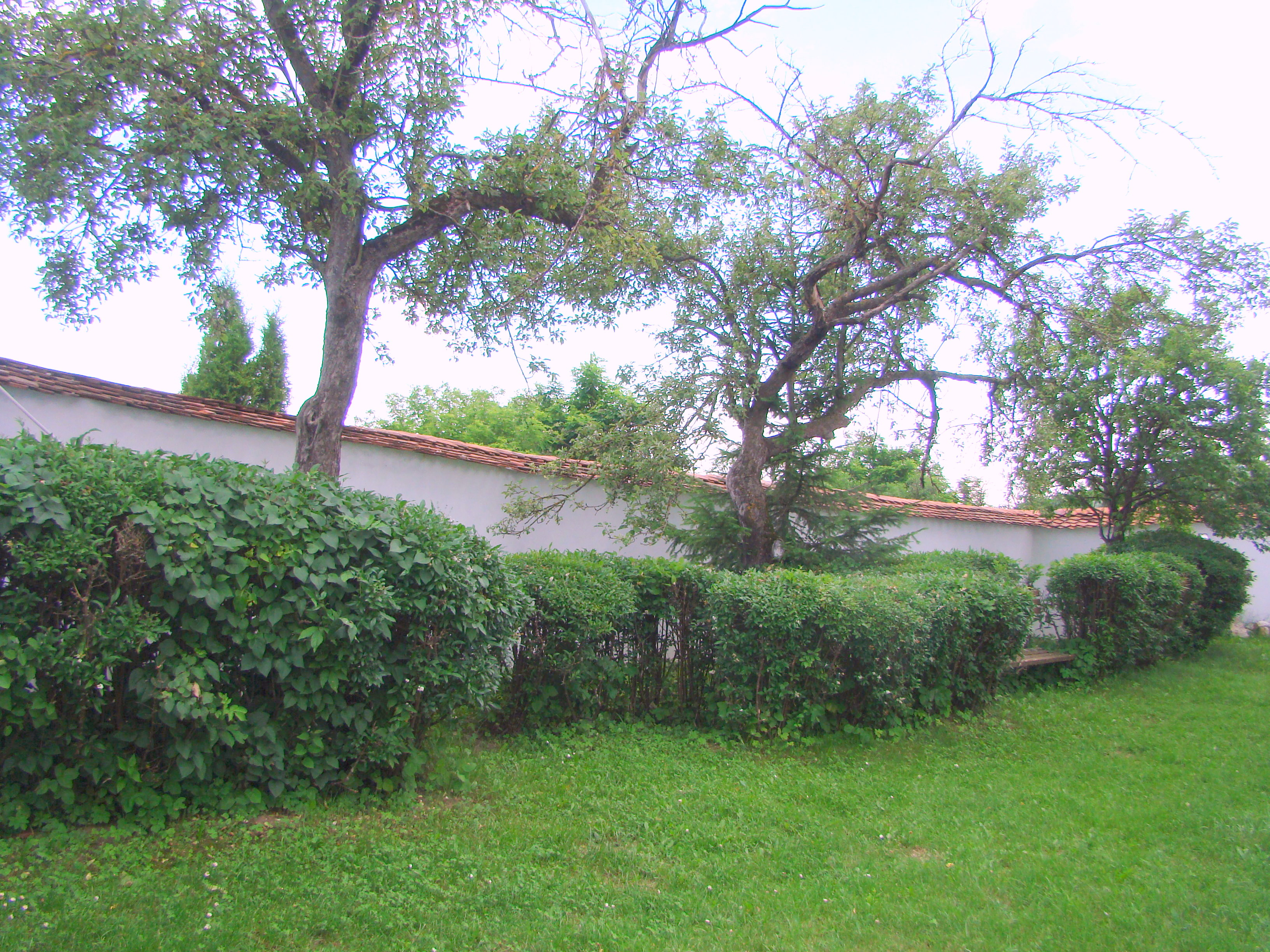
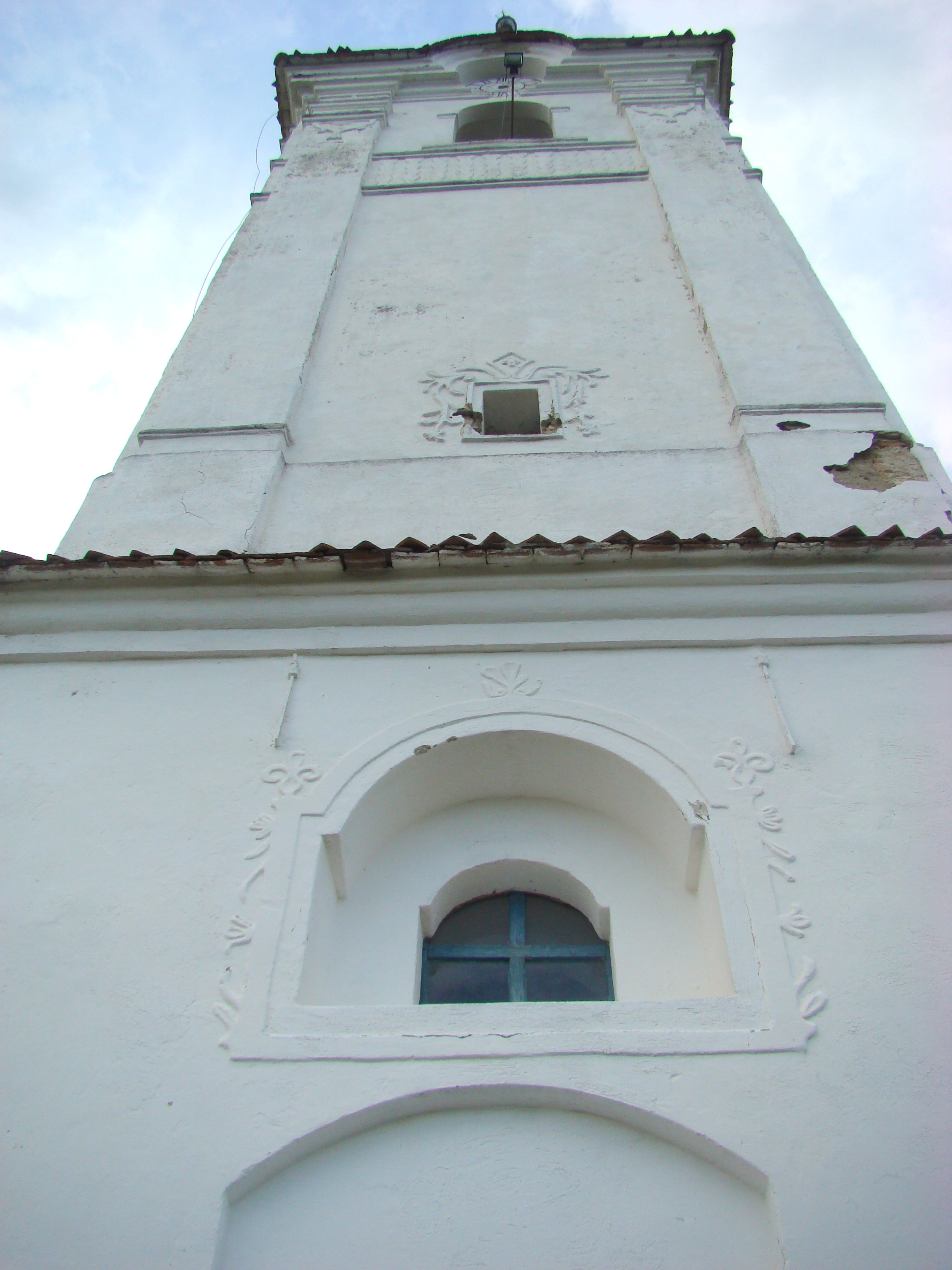
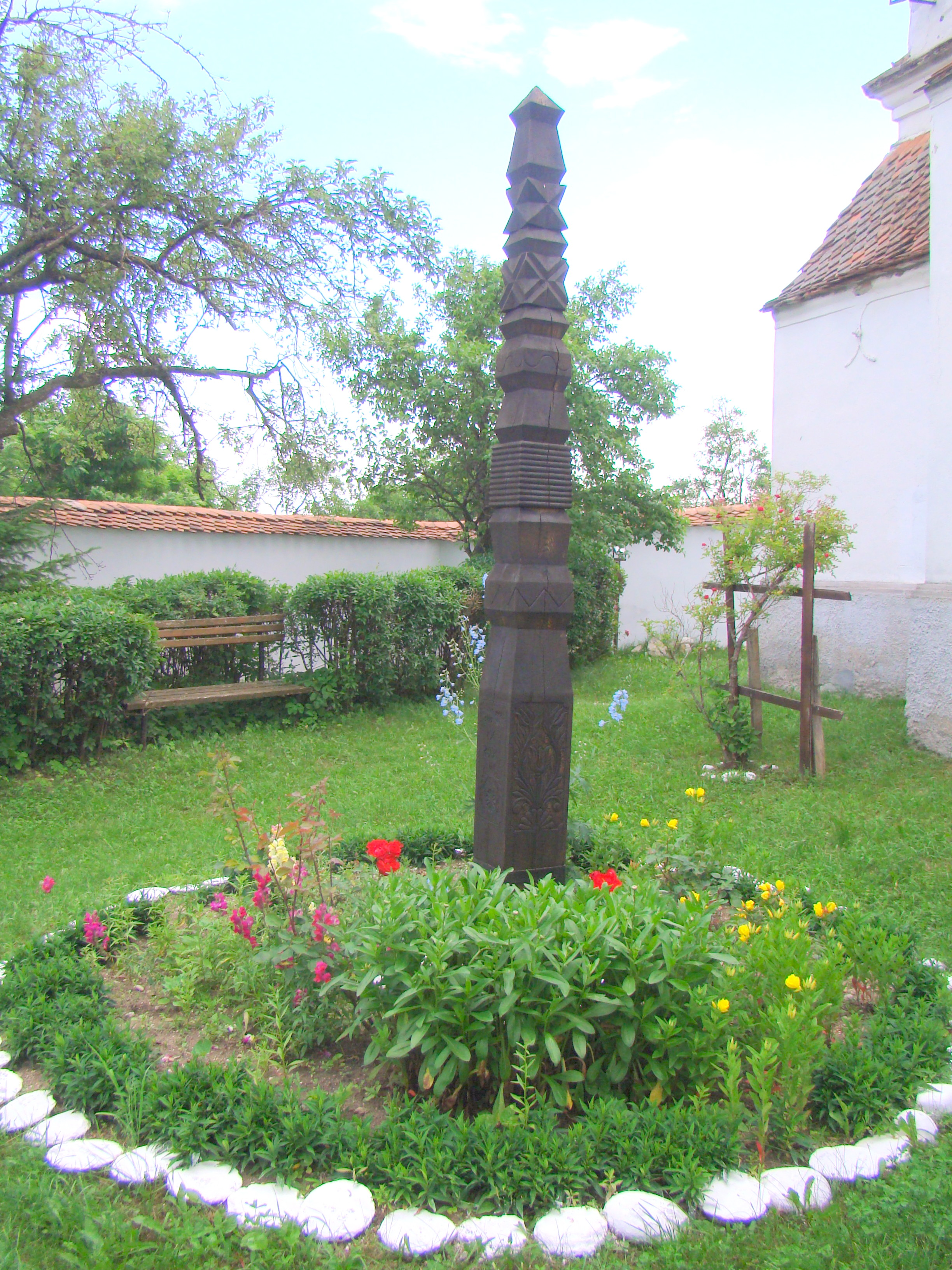
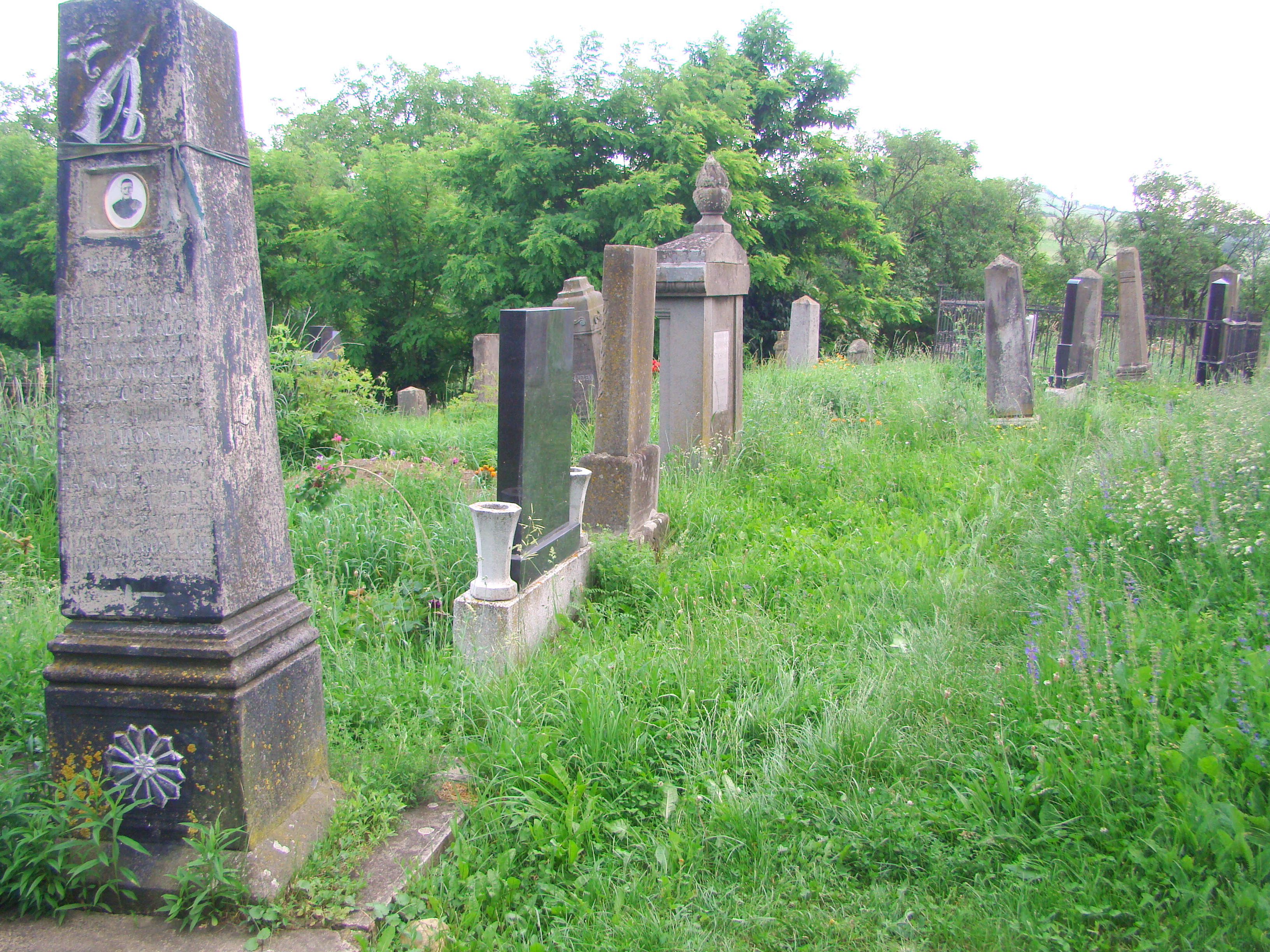
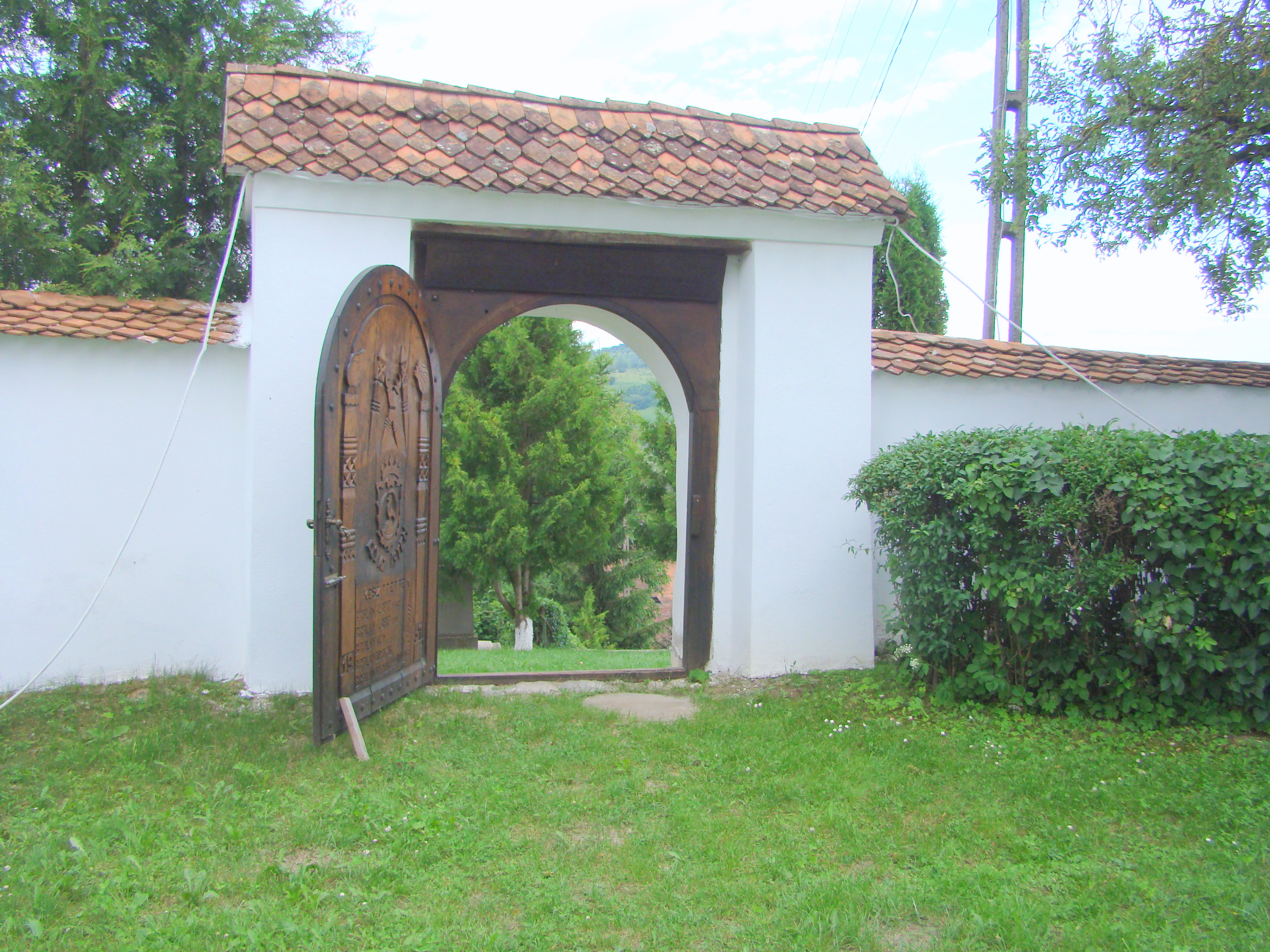

## Imagini din interior

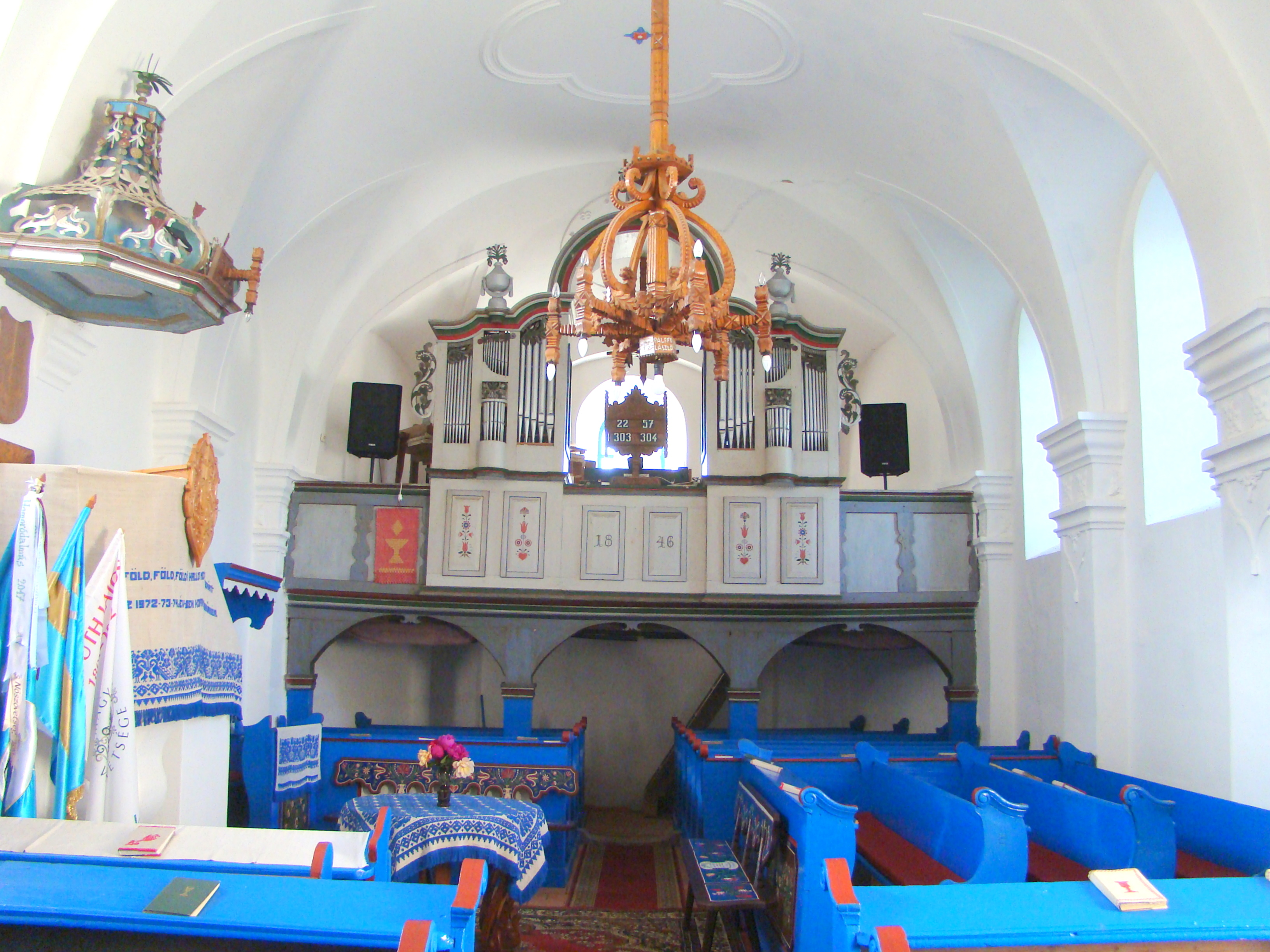
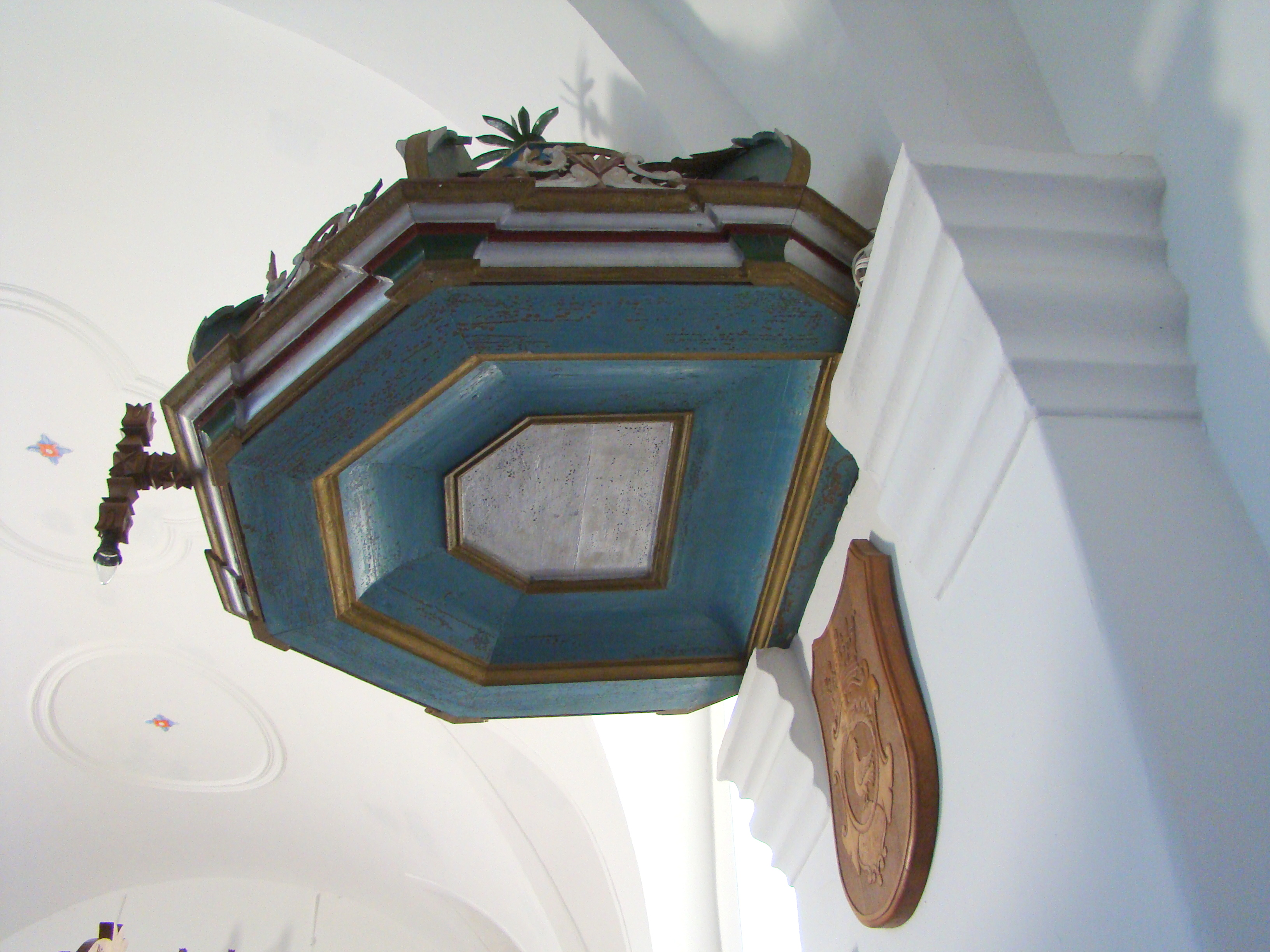
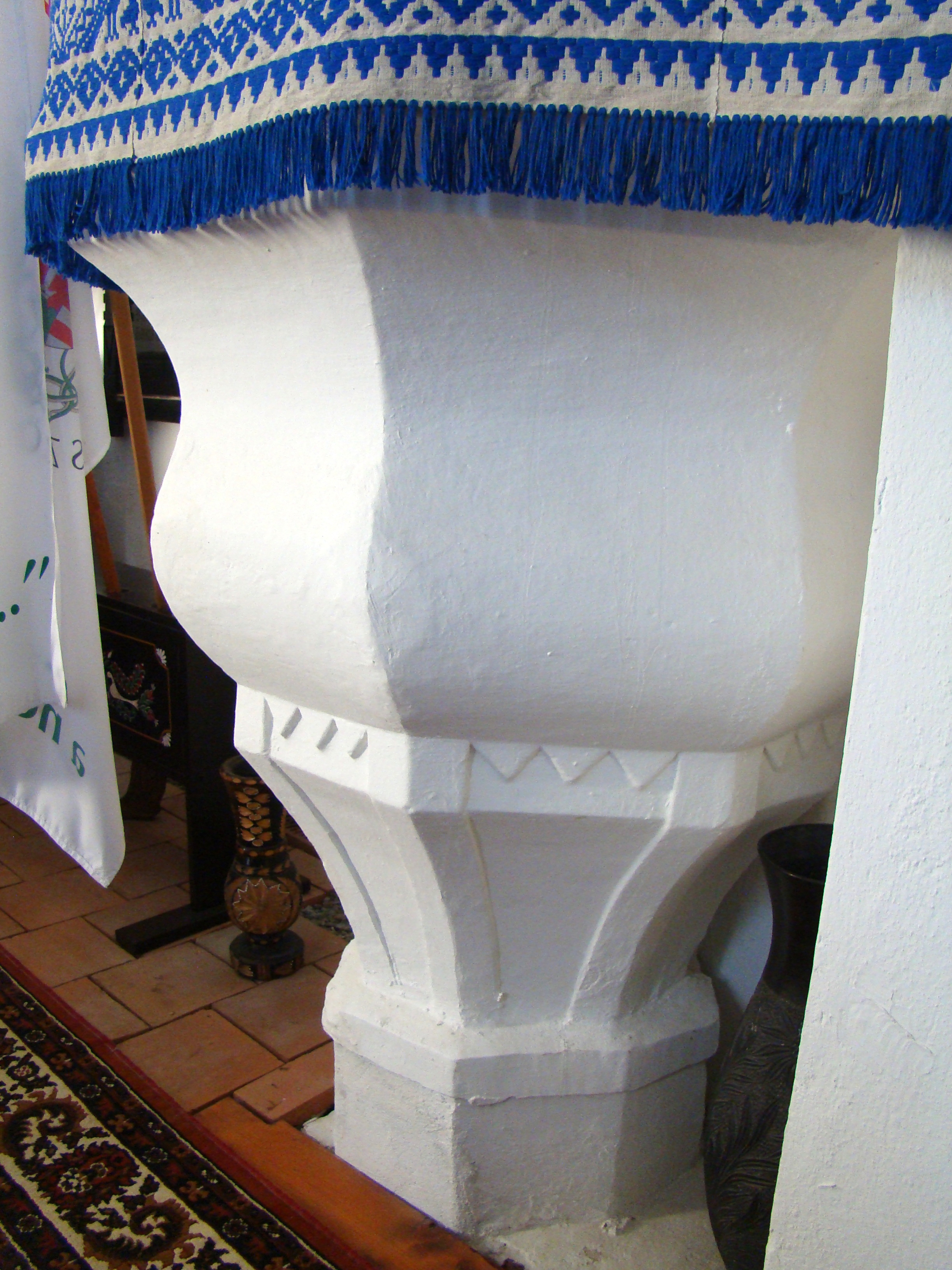
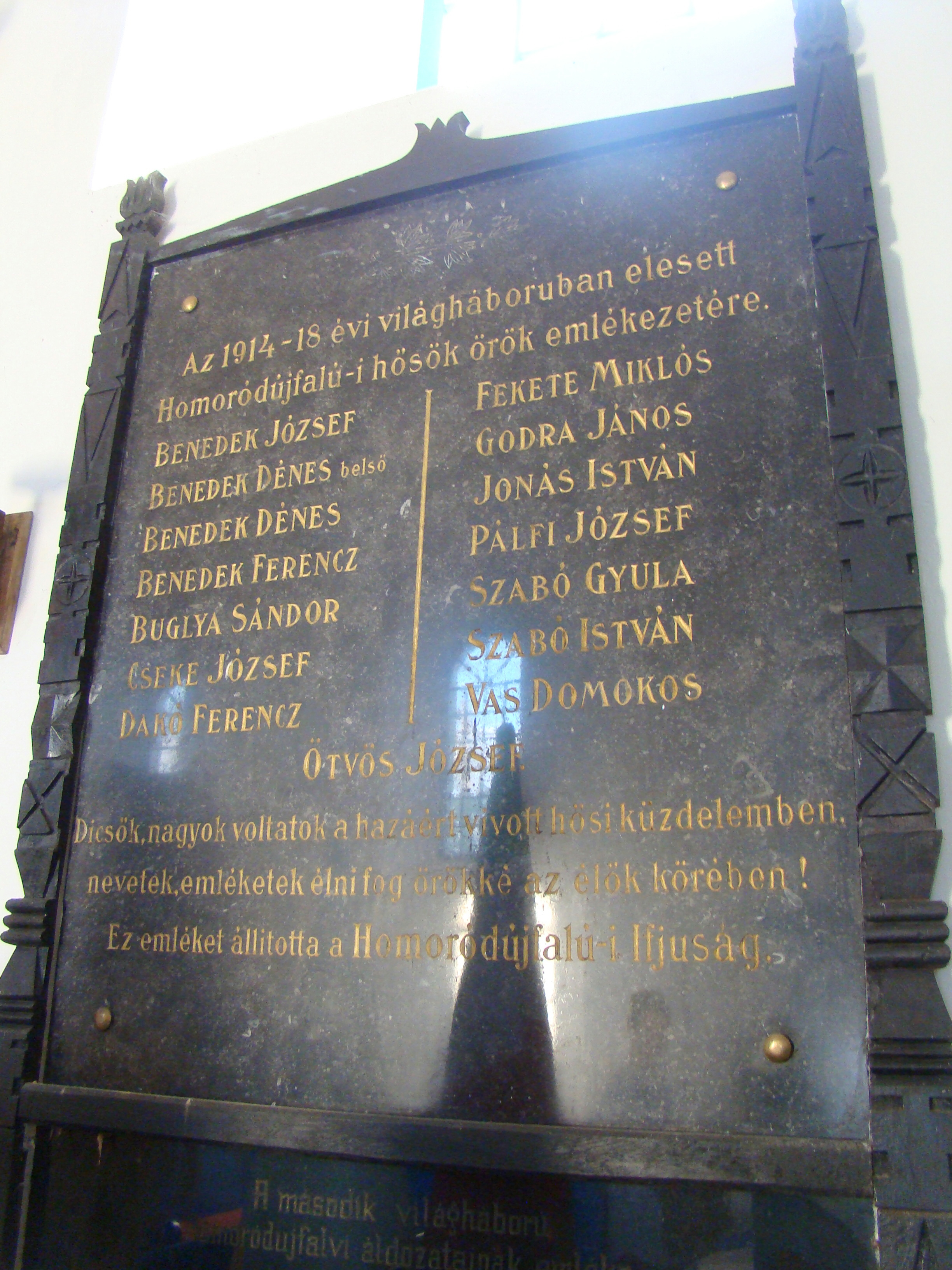
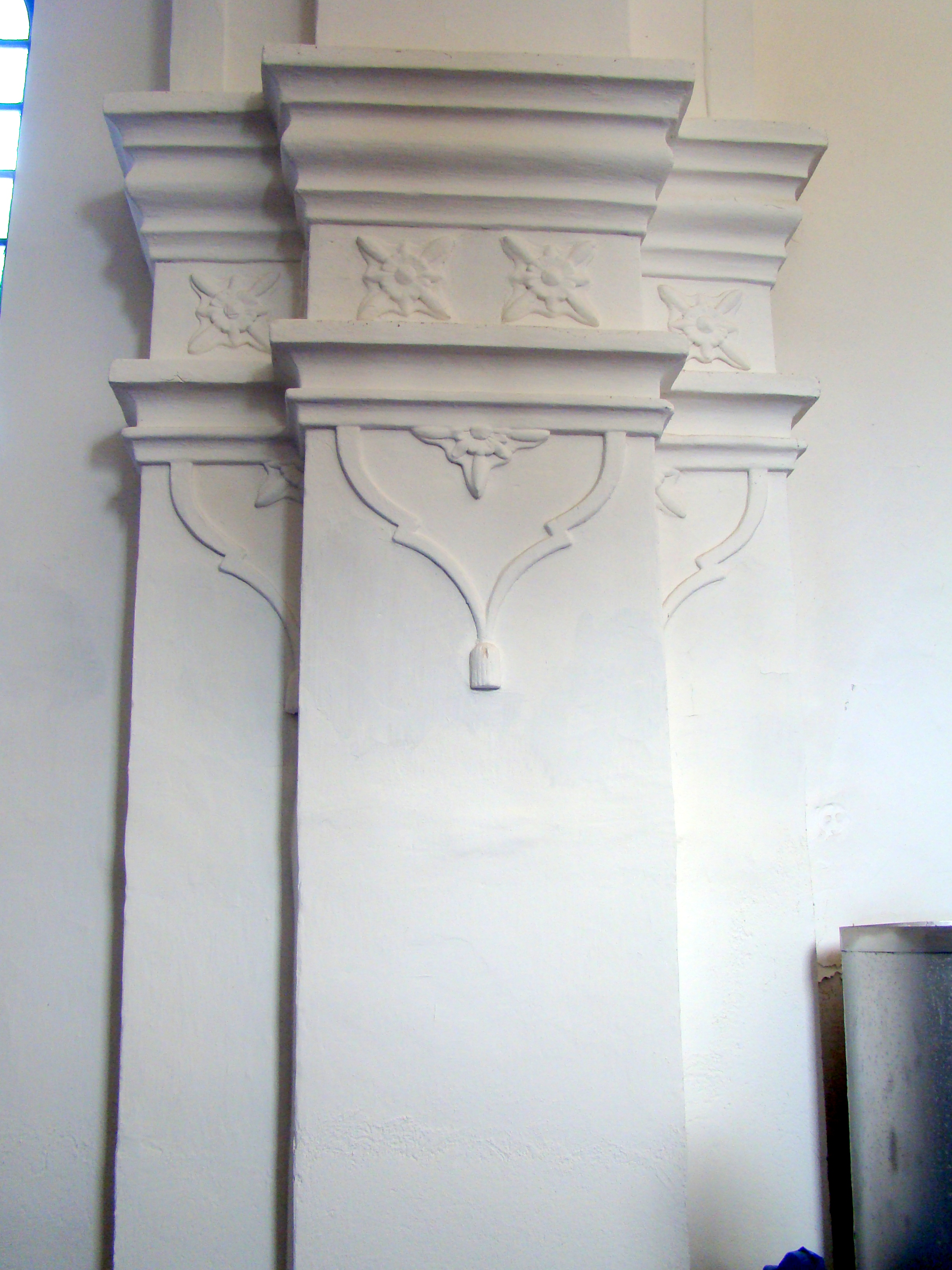
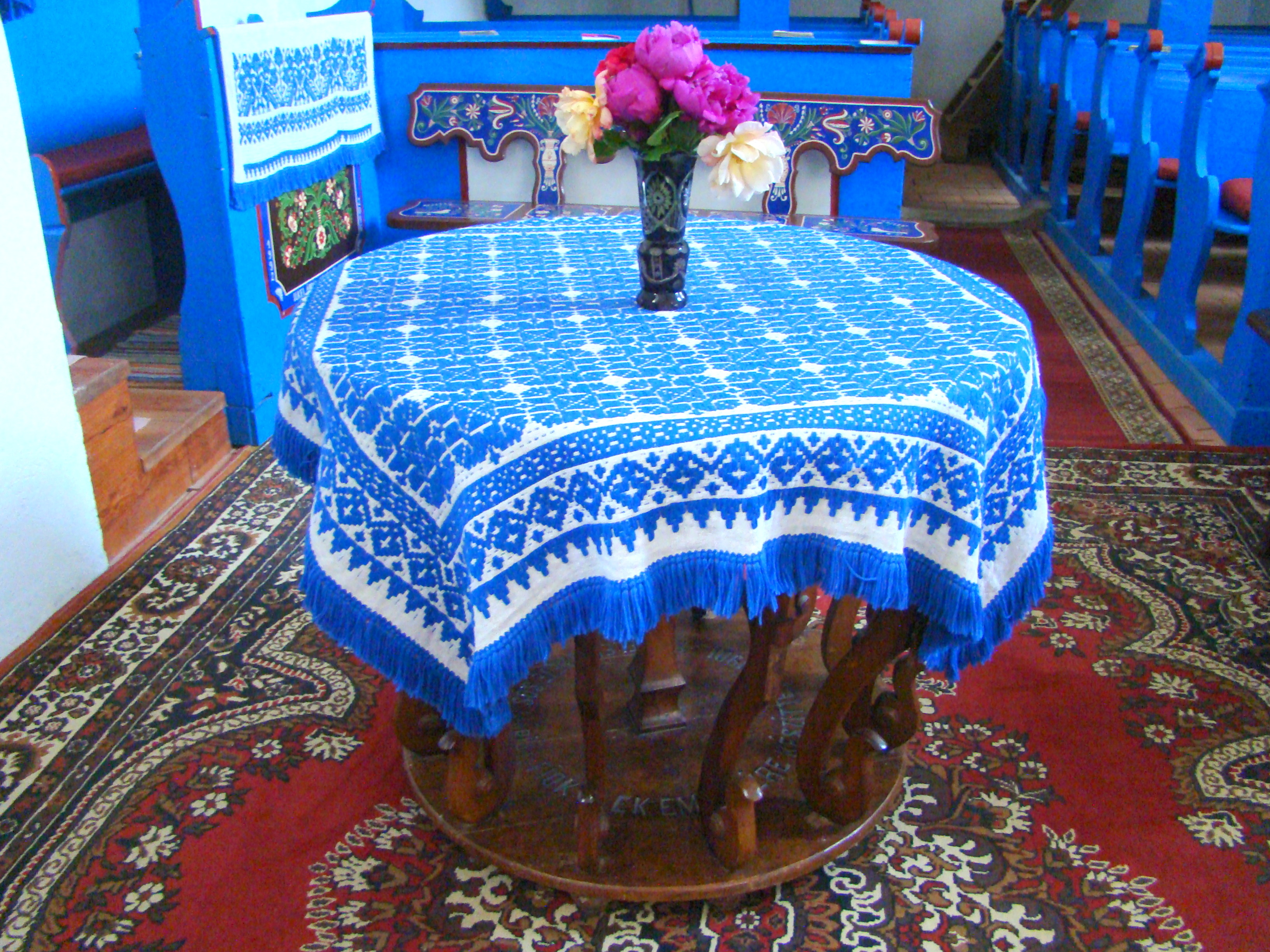
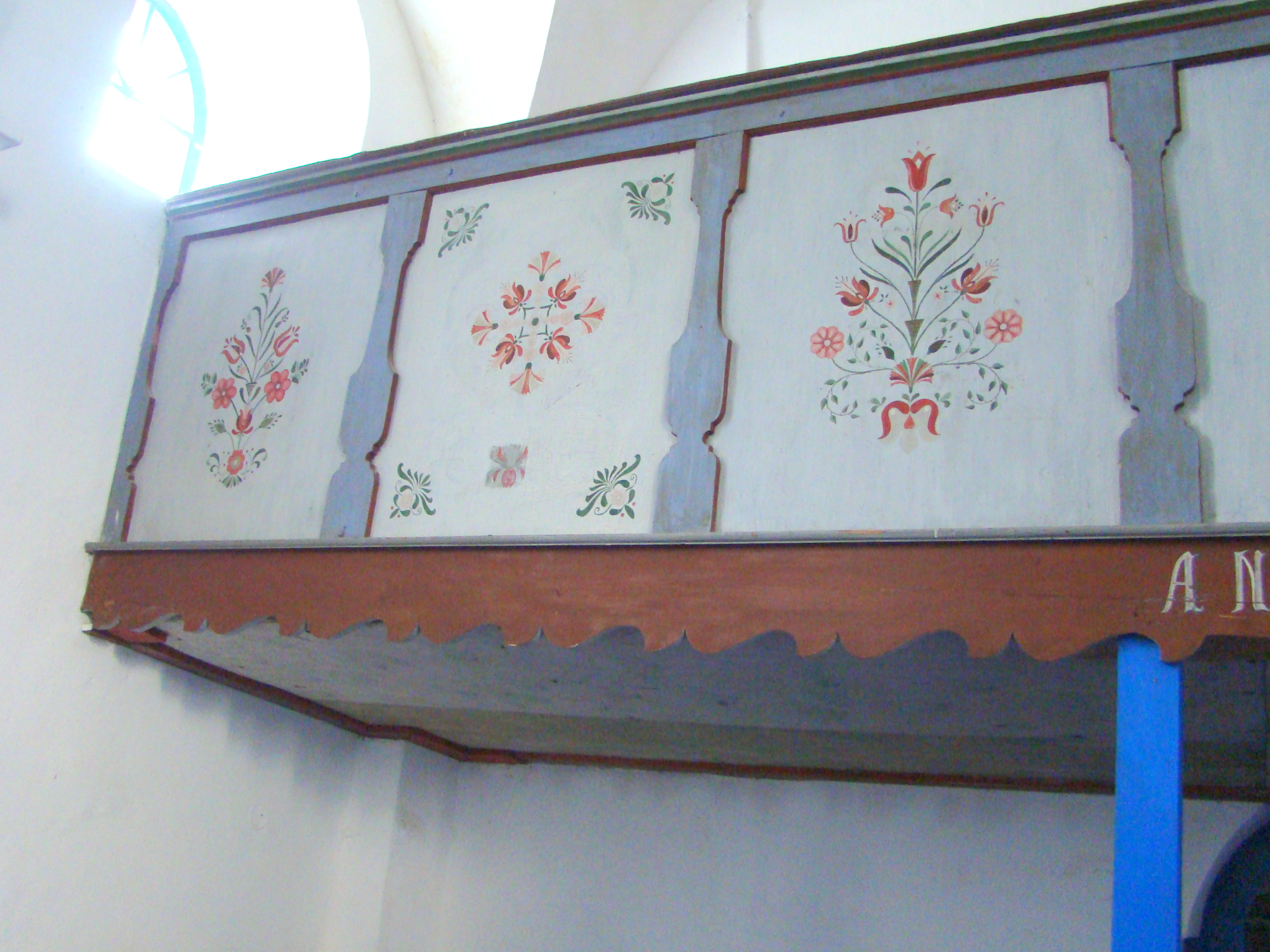
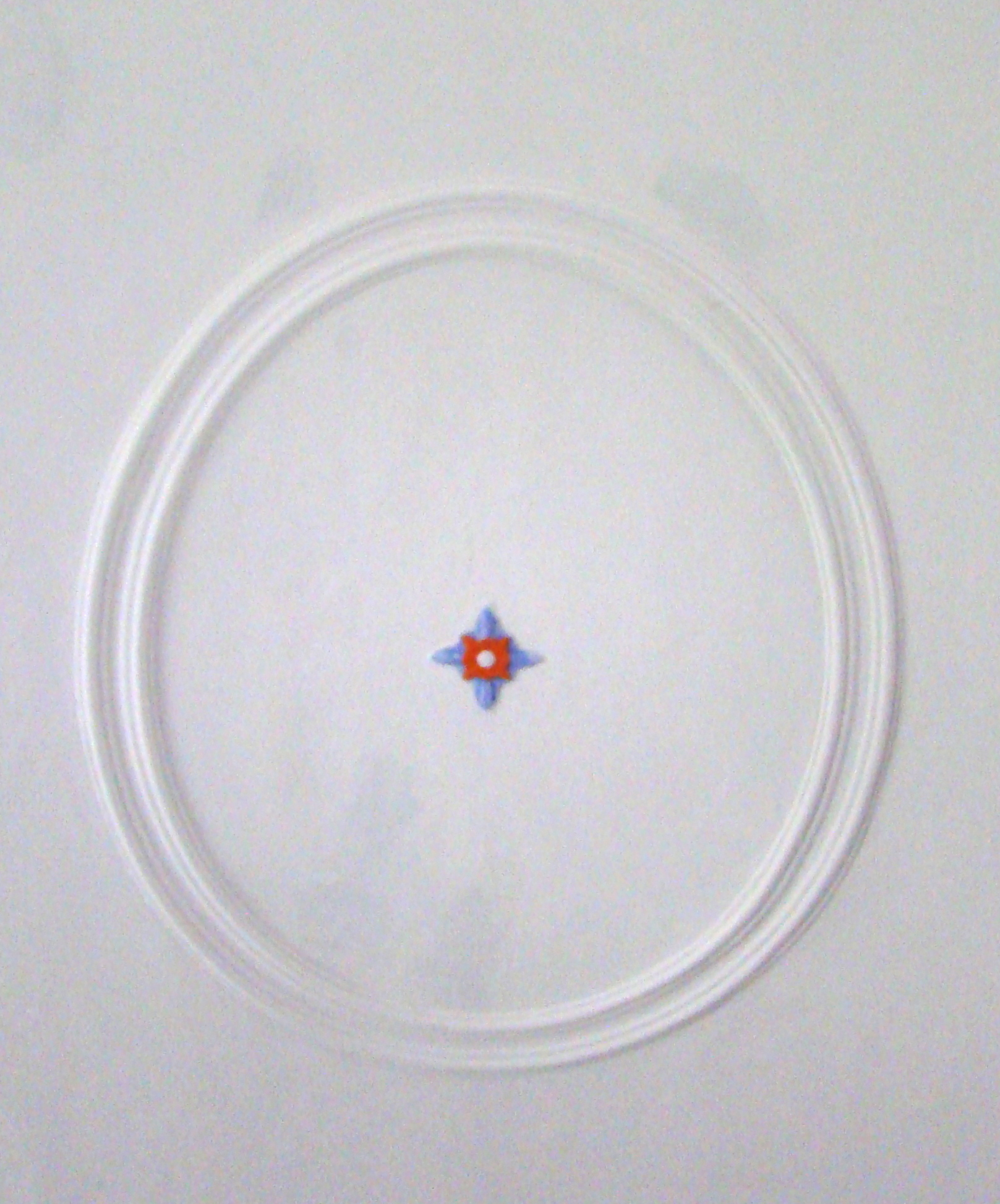
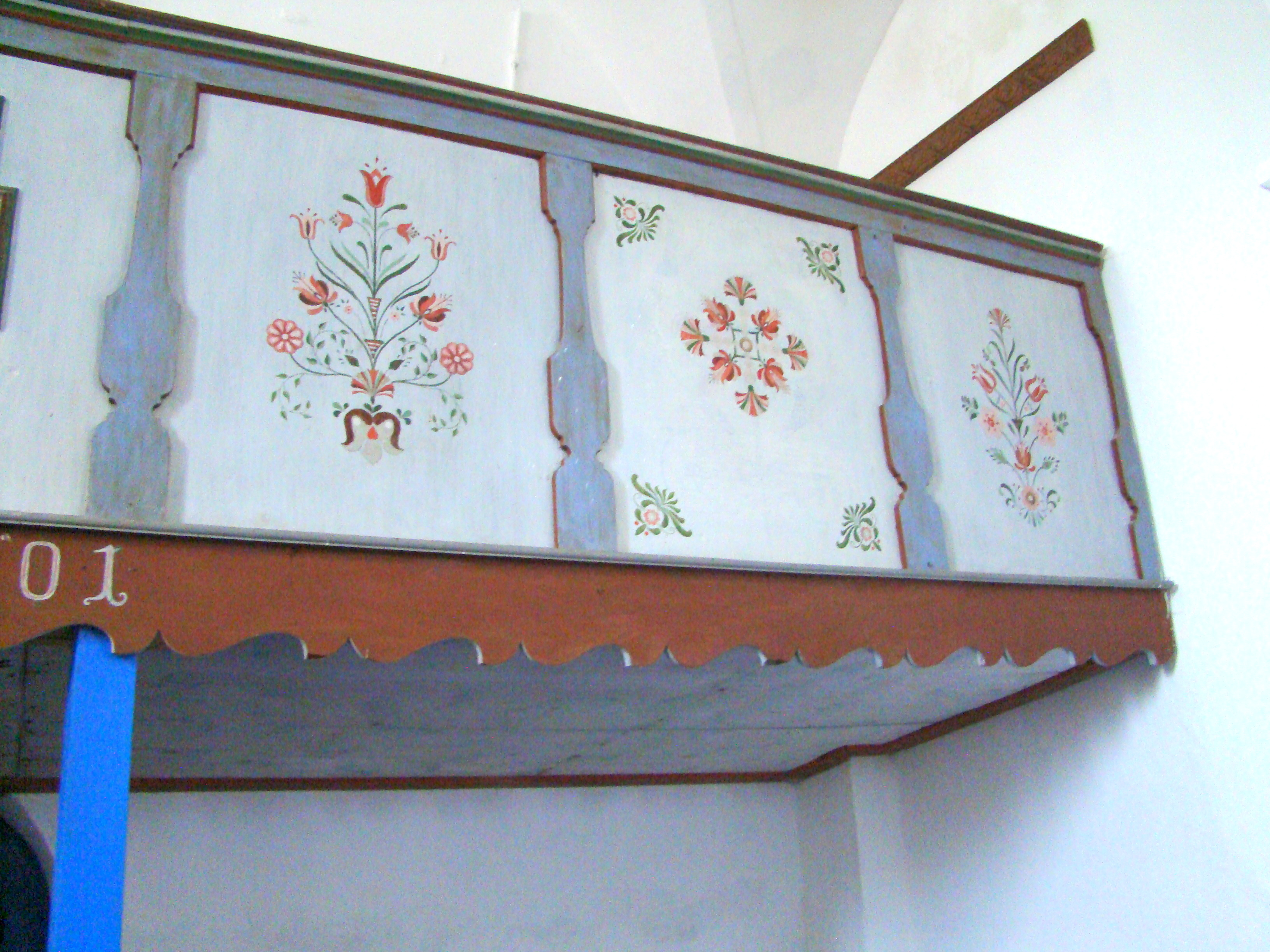
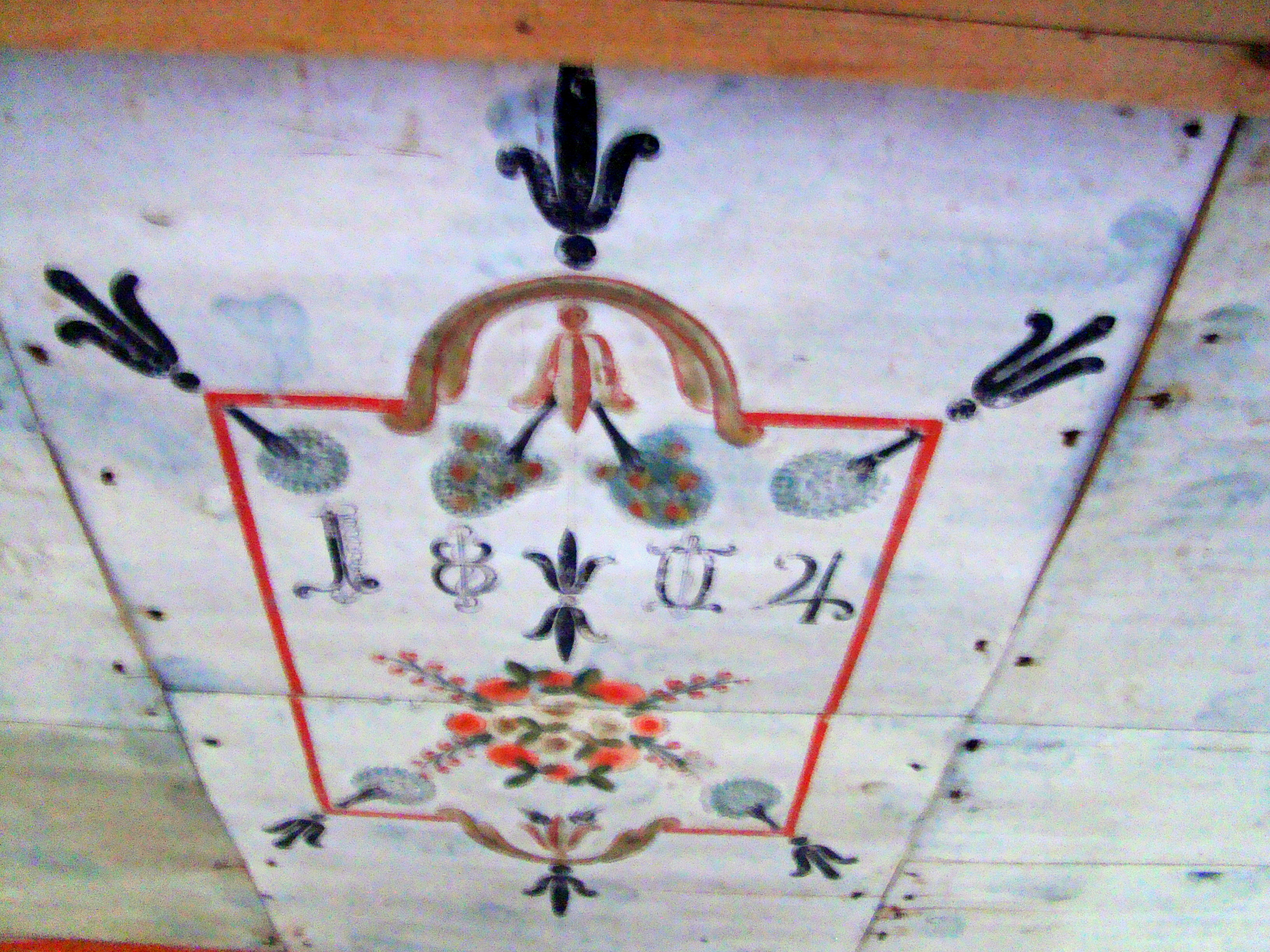
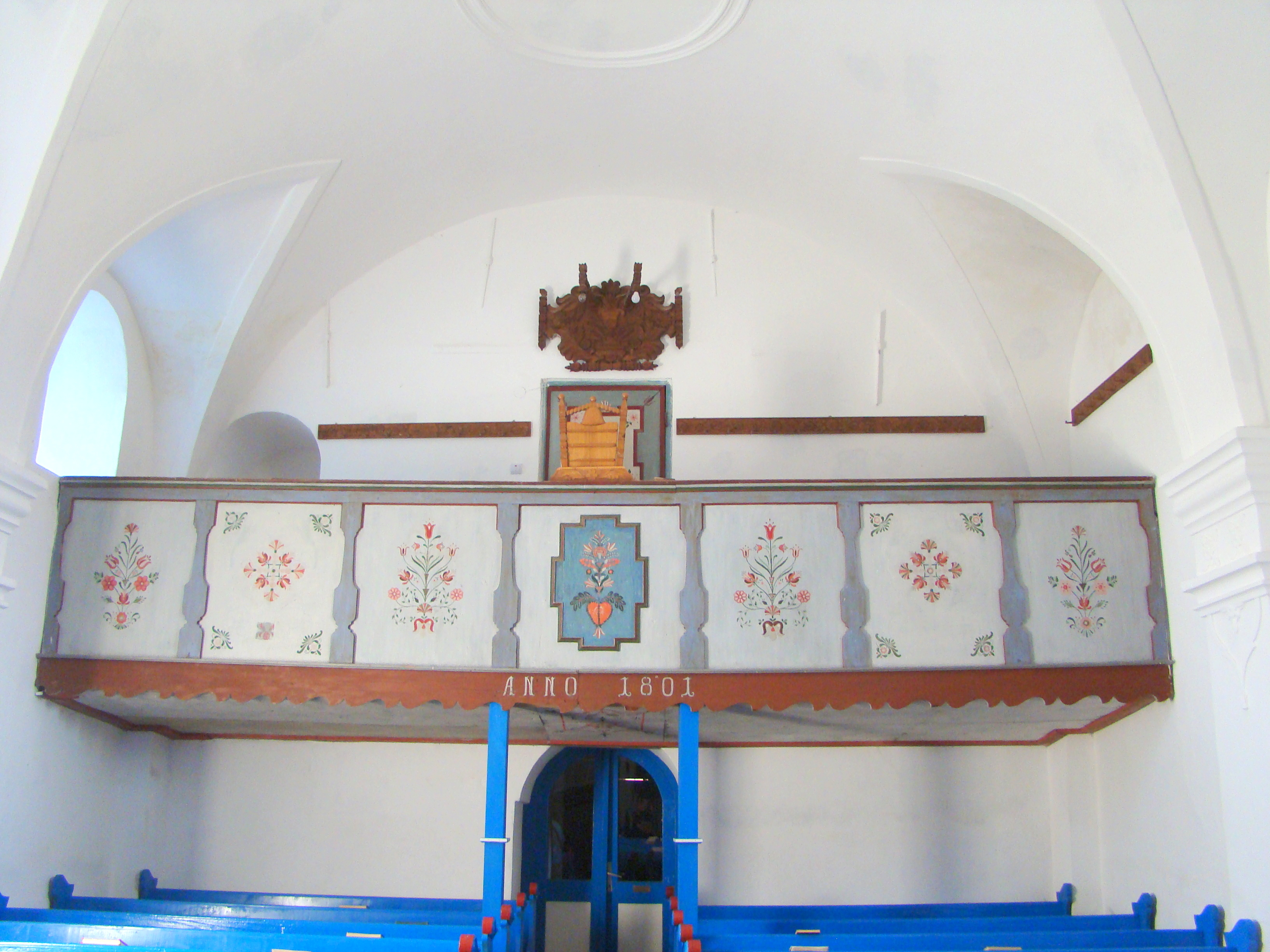
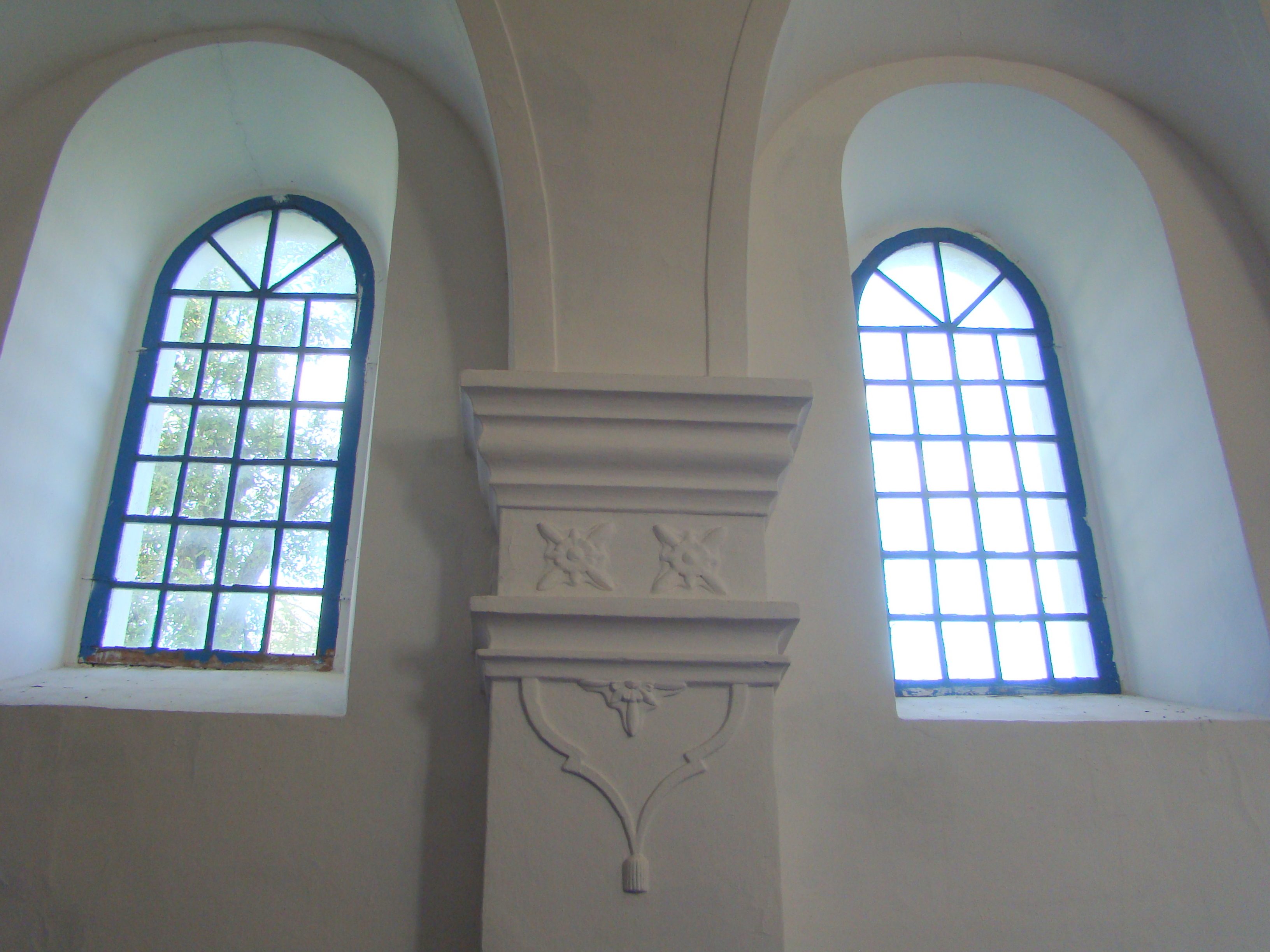
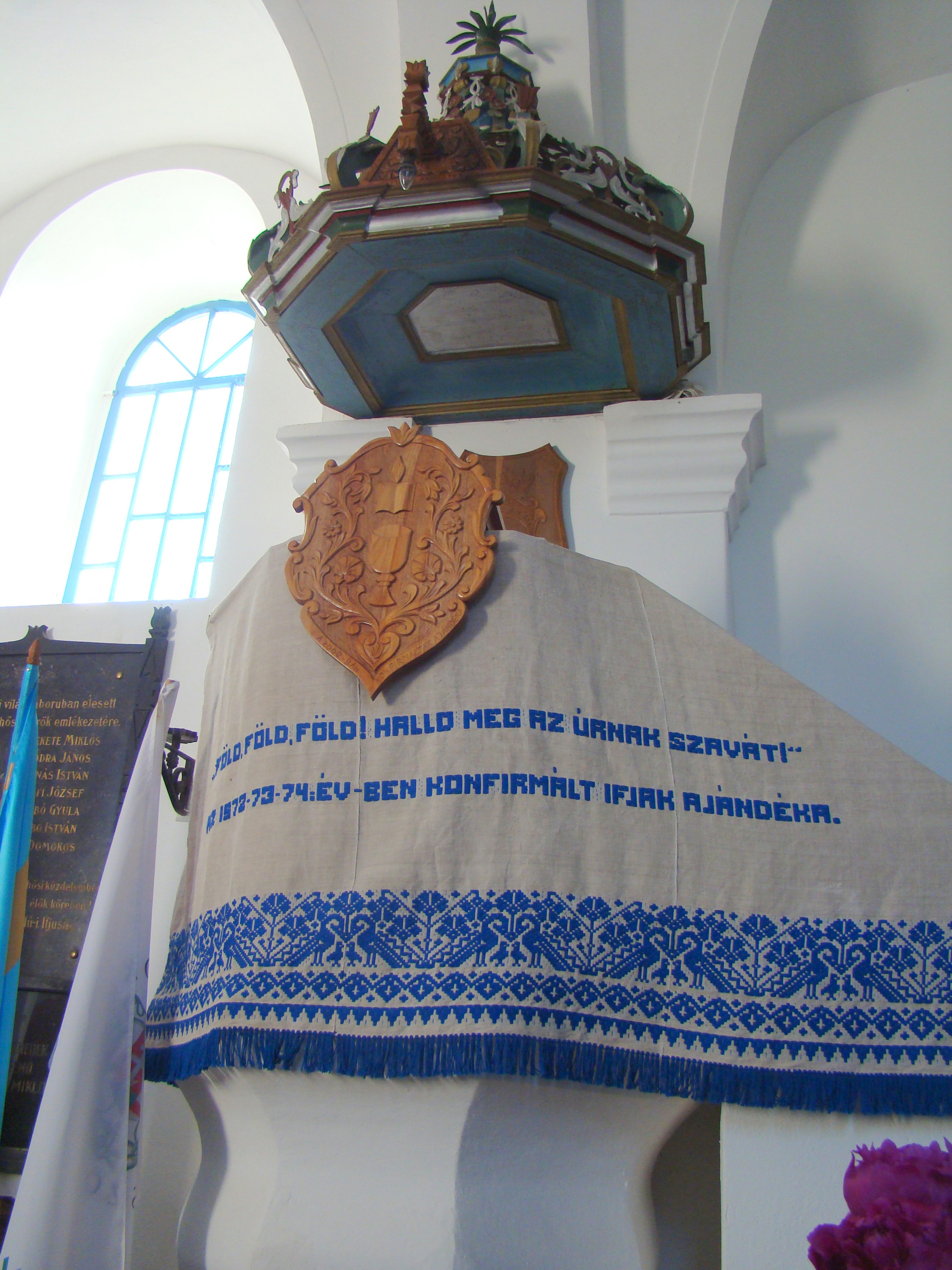
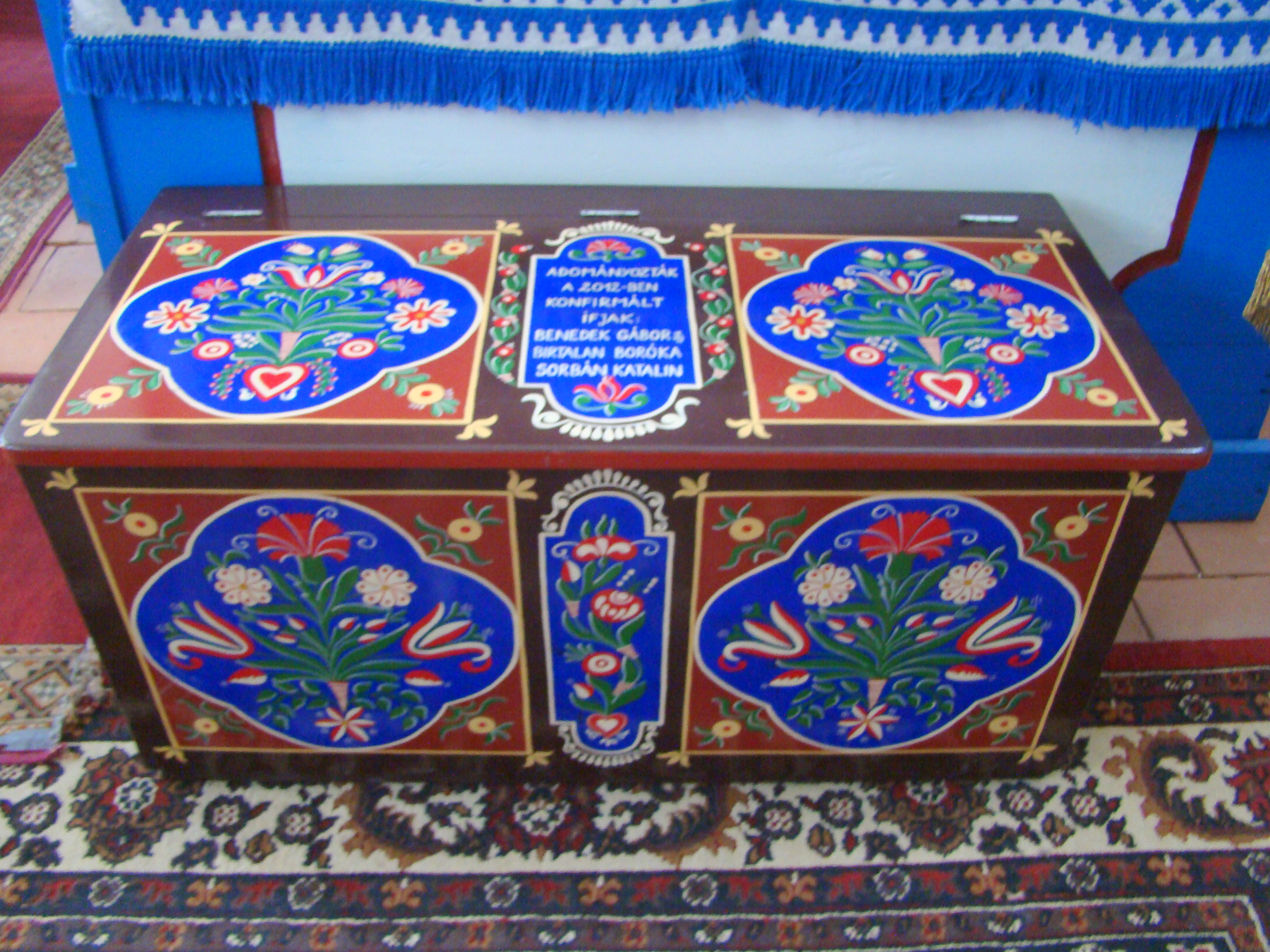
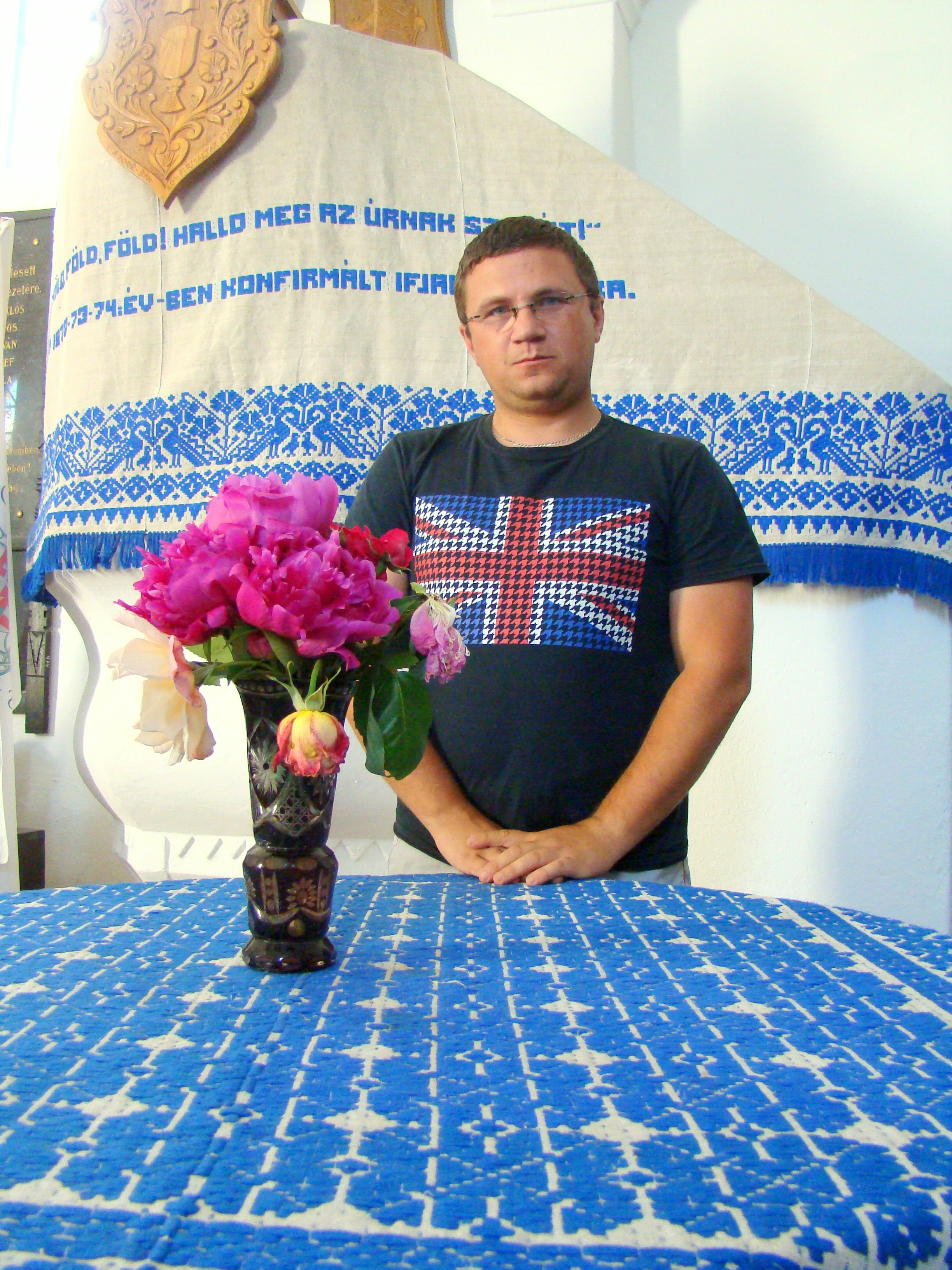
pastorul unitarian Gyerő Attila